# Mer Méditerranée
« Méditerranée » redirige ici. Pour les autres significations, voir Méditerranée (homonymie).
La mer Méditerranée est le prototype des mers méditerranéennes.

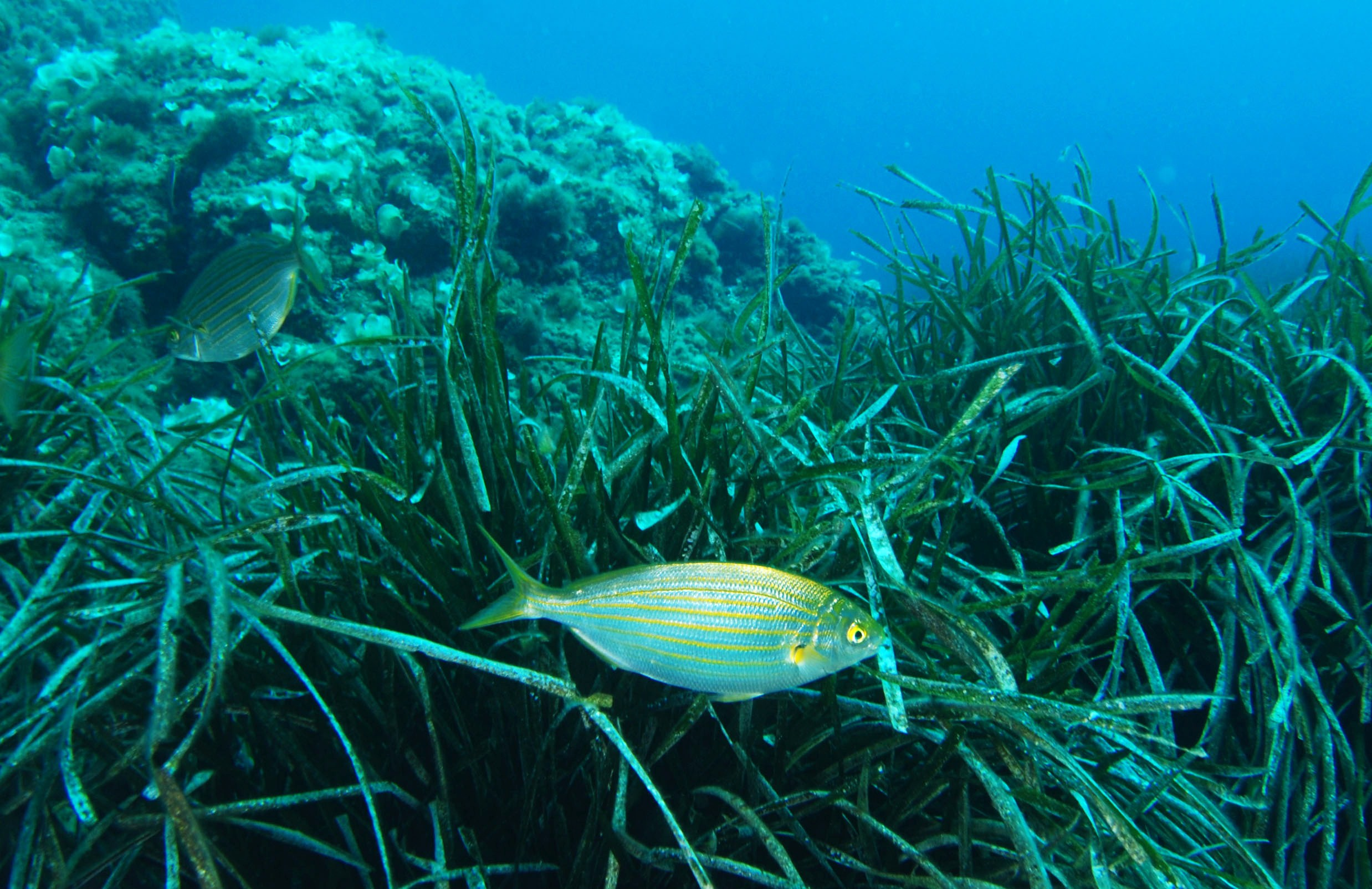
L'herbier de posidonies, endémique de la mer Méditerranée, est son écosystème majeur cumulant les fonctions de zone d'alimentation, de zone de frai, d'habitat pour la faune, de producteur d'oxygène et d'élément de stabilisation des fonds marins tout en participant également aux luttes contre l'érosion côtière et la turbidité de l'eau.

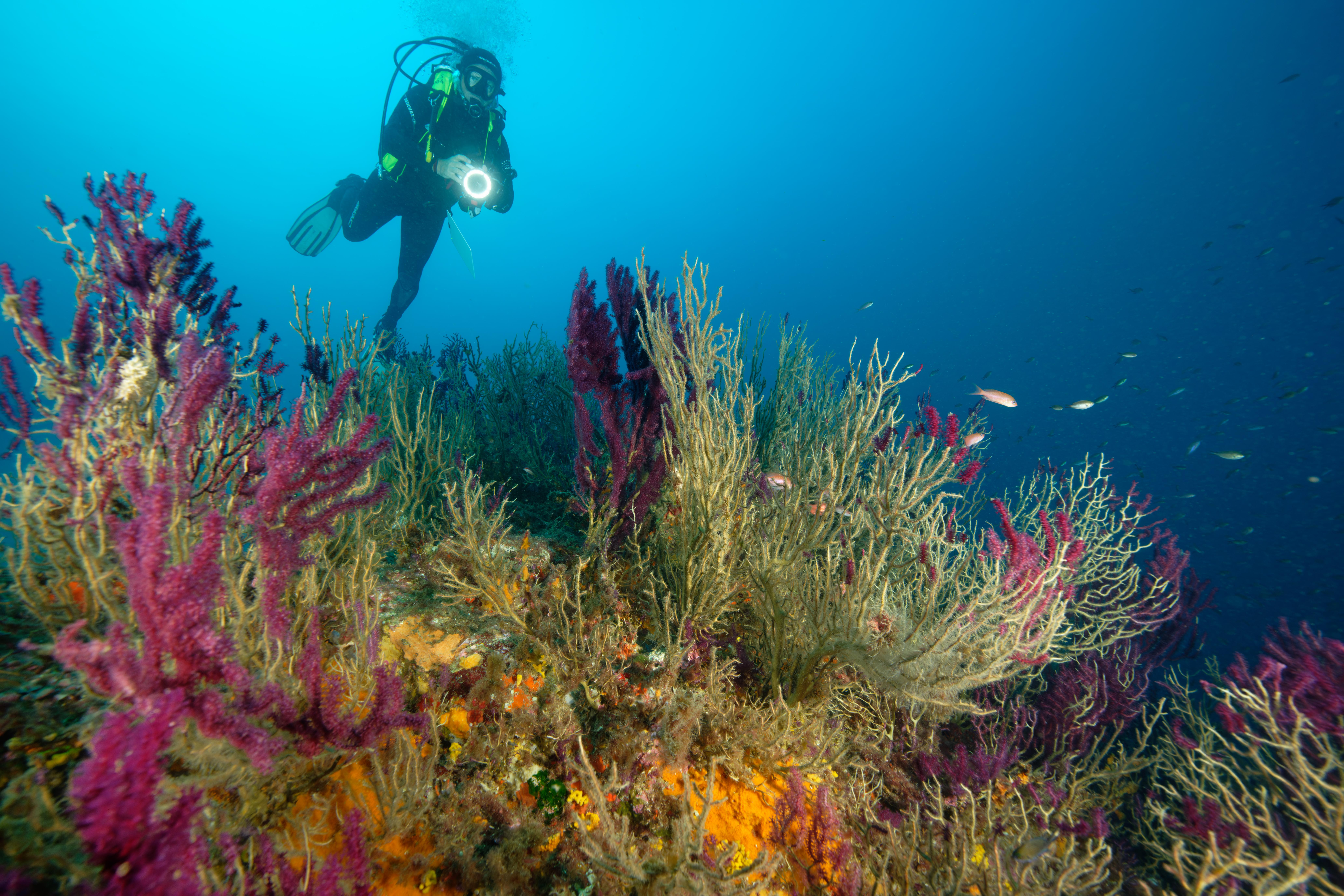
Le coralligène est le second écosystème majeur de Méditerranée. Prenant le relais de l'herbier de posidonies à plus grande profondeur, il est composé de vastes récifs bioconstruits.

La mer Méditerranée est une mer intercontinentale presque entièrement fermée, bordée par les côtes d'Europe du Sud, d’Afrique du Nord et d’Asie de l'Ouest, depuis le détroit de Gibraltar à l'ouest, à l'entrée de la mer de Marmara (Dardanelles) à l'est et au  canal de Suez au sud-est. Elle s’étend sur une longueur d'environ 3 860 km et sur une superficie d’environ 2,5 millions de kilomètres carrés ce qui en fait la plus vaste mer semi-fermée au monde. Son ouverture vers l’océan Atlantique par le détroit de Gibraltar n'est large que de 14,3 km en son point le plus étroit. 
Cette situation confère à la Méditerranée un fort taux d'endémisme basé sur la présence de deux écosystèmes particuliers qui font d'elle un point chaud de biodiversité : les herbiers de posidonies (Posidonia oceanica, espèce endémique), photosynthétiques présents à faible profondeur, et le coralligène situé à une profondeur plus importante. 
Elle doit son nom au latin mare Mediterraneum, qui désigne une « mer au milieu des terres ». Durant l’Antiquité, la Méditerranée était une importante voie de transports maritimes permettant l’échange commercial et culturel entre les peuples de la région — les cultures mésopotamienne, égyptienne, perse, phénicienne, carthaginoise, libyenne, grecque, étrusque, numide et romaine. L’histoire de la Méditerranée est importante dans l’origine et le développement de la civilisation occidentale.
Alors que la Méditerranée est un poumon économique pour nombre de pays de la région mais aussi une des mers les plus polluées, notamment par la pollution plastique, la nécessité de promouvoir un « tourisme durable » notamment dans les zones côtières est de plus en plus mise en avant par ses riverains.

## Toponymie

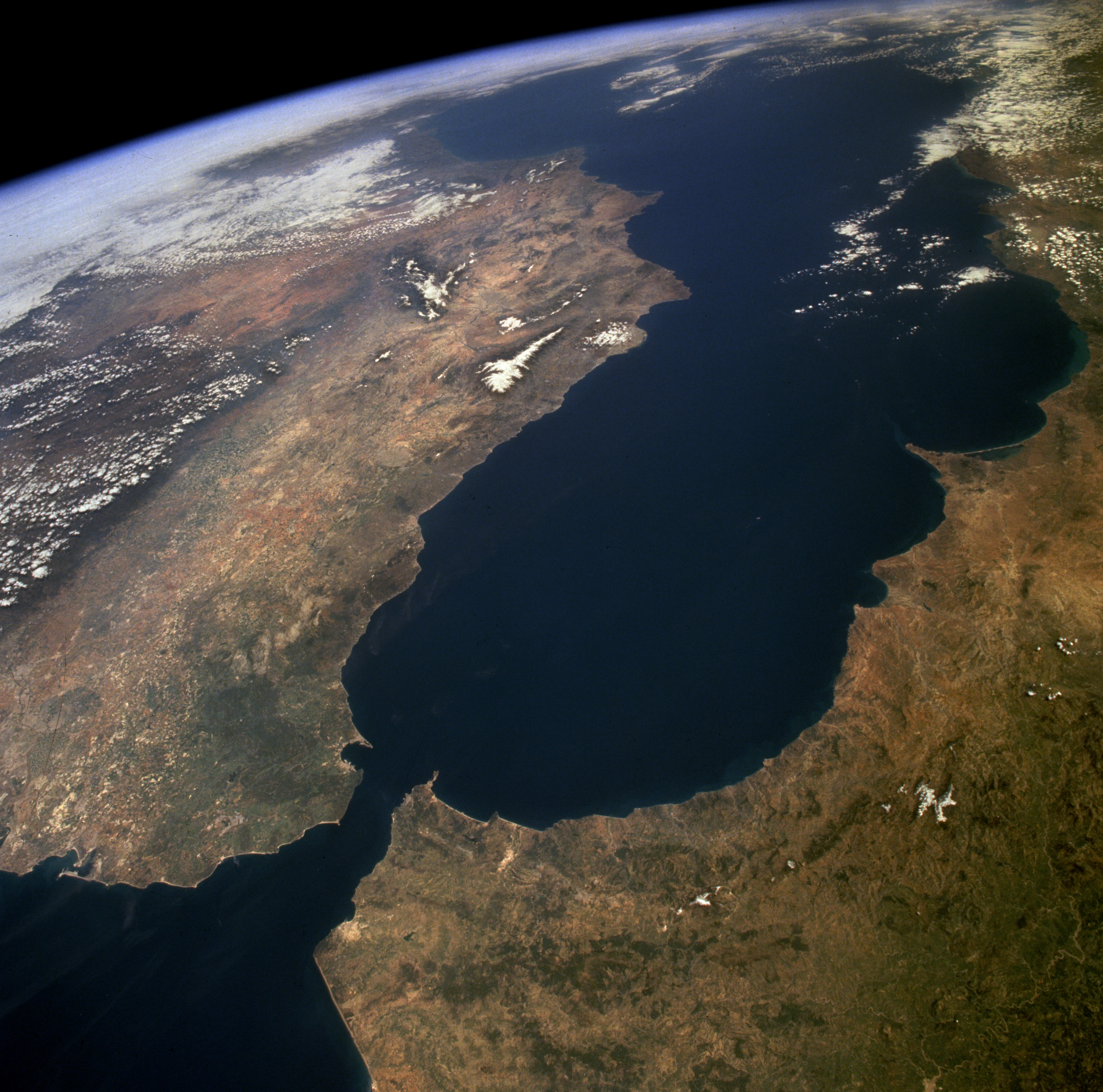
Le détroit de Gibraltar et la mer d'Alboran à l’extrême occidental de la Méditerranée vue depuis un satellite.

Le terme de Méditerranée (prononcé /me.di.tɛ.ʁa.ne/) vient du latin mediterraneus qui veut dire « au milieu des terres », sous-entendu « du monde connu » (medius pour milieu et terra pour terre).
La mer Méditerranée a été connue à travers l'Histoire sous de nombreux noms :
- Chez les Égyptiens anciens, la « Grande Verte » (wȝḏ-wr), Wadj-wer (en hiéroglyphes : 𓇅𓅨𓈗), aurait pu désigner la Méditerranée ou plus probablement la mer Rouge ou les grands lacs du delta du Nil ;
- dans l’Ancien Testament, sur la côte ouest de la « Terre sainte », elle s’appelait la « mer de l’Ouest » (Dt. 11,24 ; 34,2; Joel, 2,20; Za 14,8), ou la « mer des Philistins » (Ex. 23,31), car ce peuple occupait une grande partie des côtes situées près d'Israël. Cependant, il s’agissait parfois de la « grande Mer » (Nb.34,6-7 ; Jos.1,4 ; 9,1 ; 15,47 ; Ez. 47,10..15..20), ou simplement « la Mer » (1 Rois 5,9 ; 1 Macc. 14,34 ; 15,11) ;
- on retrouve l'appellation de « grande Mer » chez les populations autochtones du Levant : en araméen Yammāʾ rabbā (ܝܡܐ ܪܒܐ), littéralement « grande Mer », en hébreu ancien Hayam hagadol (הַיָּם הַגָּדוֹל), et en phénicien Yamm rbm (𐤉𐤌 𐤓𐤁𐤌) ;
- certaines populations limitrophes reprennent, comme en latin, la notion de mer entre les terres ou de mer du milieu. Ainsi, en grec elle est appelée Mesogeios thalassa (Μεσόγειος Θάλασσα), soit la mer au Milieu des terres. En amazigh elle est appelée ilel Agrakal (ⵉⵍⴻⵍ ⴰⴳⵔⴰⴽⴰⵍ), (littéralement « mer d'entre terre »), ilel signifiant « mer » et agrakal provenant de (a)ger « entre » + akal « terre » ;
- une autre appellation, certes moins courante, est l'appellation de mer blanche : en turc : Akdeniz et en arabe : البحر الأبيض المتوسط al-bahr al-Abyad al-muttawasit, « mer Blanche du milieu » ;
- enfin, on trouve quelques appellations plus rares et marginales comme Mer romaine (arabe : بحر الروم) ;
- les Grecs, depuis le VIe siècle av. J.-C., la surnommaient « la mer située en deçà des Colonnes d'Hercule » ;
- chez les Romains, Jules César la nomme Mare nostrum (« notre mer ») et Pline l'Ancien Mare internum (« mer intérieure ») ;
- au VIe siècle de notre ère, l'évêque Isidore de Séville emploie pour la première fois le terme latin de « mare Mediterraneum » ;
- le nom propre « Méditerranée » apparaît au XIXe siècle[4]. Avec la découverte d'autres mers méditerranées, au sens géographique du terme, la mer Méditerranée désigne plus précisément la mer Méditerranée eurafricaine[5].

## Histoire humaine

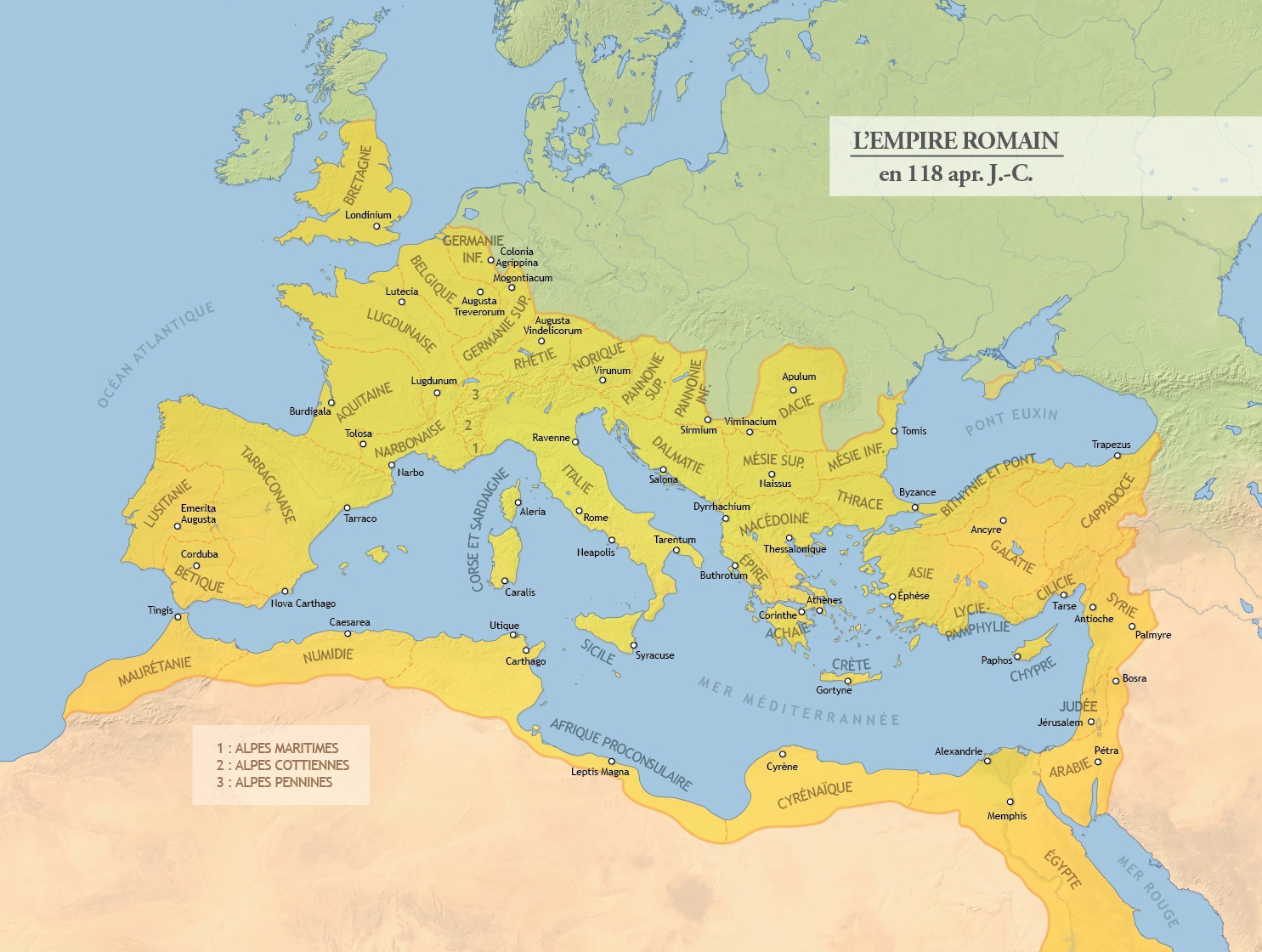
Carte de l'Empire romain en 118 après J.-C.

Le bassin méditerranéen est riche d’une histoire complexe et ancienne. Elle est le berceau de l'agriculture, et de nombreuses civilisations, moyen-orientales mais aussi européennes, africaines et asiatiques. L’Antiquité connaît un foisonnement de civilisations diverses comme les Égyptiens, Mésopotamiens, Hébreux, Hittites, Grecs ou Phéniciens. Puis, de grands empires se constituent et luttent pour prendre le contrôle des côtes de la mer Méditerranée : la Grèce, Carthage et Rome sont bien connues pour la domination exercée par leurs vastes empires autour du bassin méditerranéen ; cependant l'Empire romain sera le premier (et le seul) à unifier l'intégralité du bassin méditerranéen dans une seule entité politique, lui faisant gagner une certaine homogénéité culturelle, scientifique et technique. Ces empires contribuèrent également, par la mise en communication des peuples des différentes rives du bassin, au développement du commerce maritime. Après la division de l'Empire romain vers 395, le bassin occidental entre rapidement en décadence et se retrouve divisé entre plusieurs tribus goths plus ou moins fédérées (notamment les vandales), tandis que le bassin oriental, soumis à l'Empire byzantin, subit la concurrence à partir du VIIe siècle du califat arabo-musulman. Mais ce sont les croisades des Francs qui mettent fin à la prospérité de Byzance avec le « sac de Constantinople » en 1204 : l'empire ne s'en relèvera pas, et après avoir été encore plus affaibli par la concurrence des républiques maritimes de Venise et Gênes puis des épidémies de peste, Constantinople cède au siège des Turcs en 1453, et devient bientôt la capitale du nouvel empire ottoman.

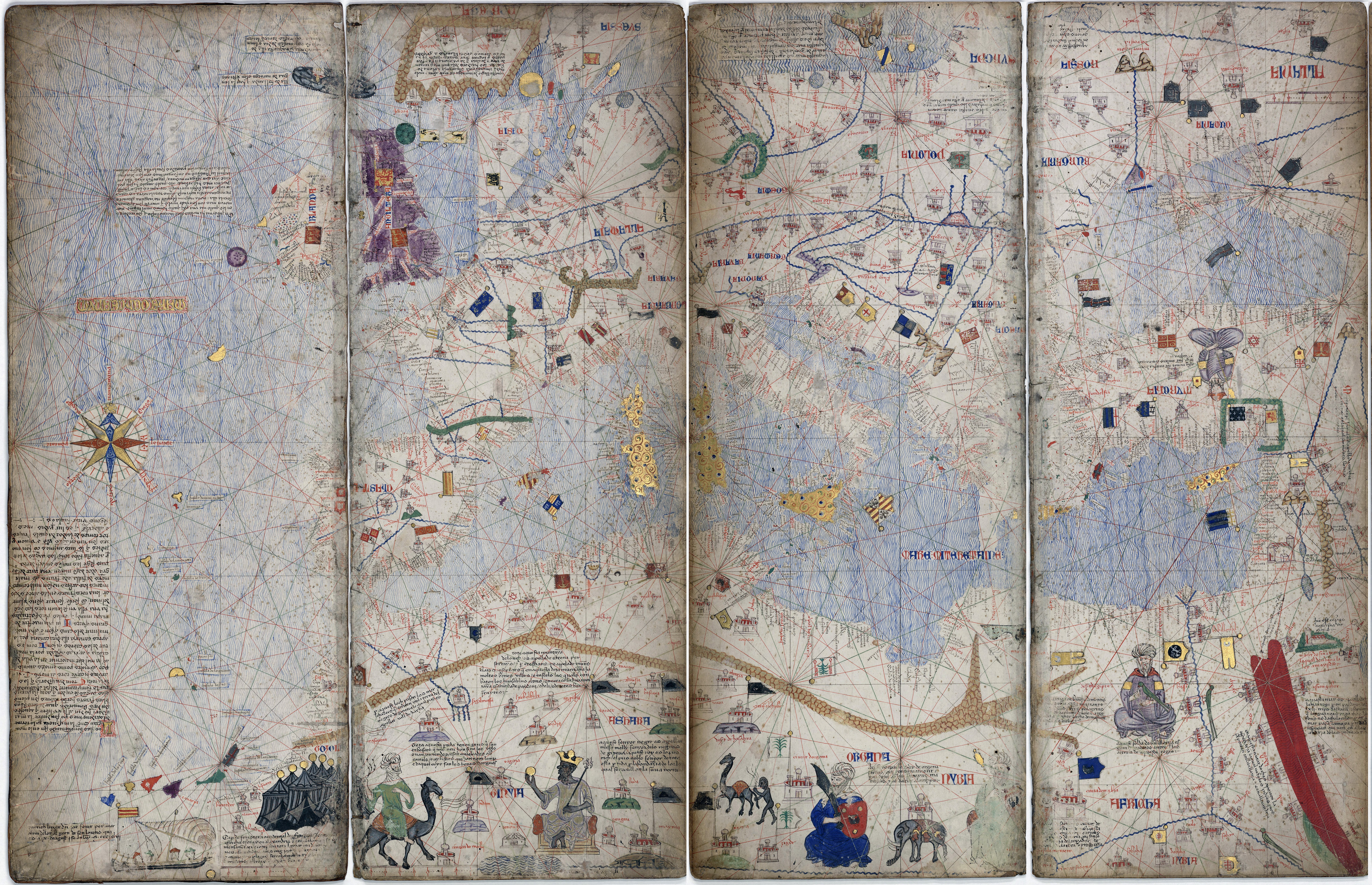
La Méditerranée en 1375, représentée dans lAtlas catalan.

En Méditerranée occidentale et centrale, Venise reprend progressivement le flambeau maritime de l'Empire d'orient, puis monte en puissance au XIVe siècle, lorsque la « Bourse du Rialto » facilite l'échange des parts de navires, le développement d'une flotte commerciale, et le quadruplement de la superficie de l'Arsenal de Venise, mené par les autorités de la ville. La rivalité avec Gênes, autre grande cité maritime, favorise aussi le commerce, avant que la découverte des Amériques puis la nouvelle Route des Indes (contournant l'Afrique) ne déplacent progressivement le centre de gravité commercial de l'Europe plus à l'Ouest, entraînant un déclin de l'importance géostratégique de la Méditerranée pendant plusieurs siècles.
Un événement redynamise cependant le commerce maritime en Méditerranée à partir de 1869 : le percement du canal de Suez, qui permet à la Méditerranée de reprendre l'ascendant sur le commerce entre Europe et Asie par rapport au fastidieux contournement de l'Afrique. Cependant, les navires de cette époque, beaucoup plus autonomes, ont besoin de moins d'escales, et contribuent nettement moins à la prospérité des cités portuaires méditerranéennes, même si l’Égypte, qui perçoit une taxe sur le canal, est la grande gagnante de cette innovation (d'où une longue guerre d'influence entre France et Angleterre sur ce pays, puis la nationalisation du canal par le président Gamal Abdel Nasser en 1956).
L'empire ottoman s'écroula au cours de la Première Guerre mondiale et ses possessions furent rapidement partagées entre la France et la Grande-Bretagne, ne laissant que la Turquie, sous la forme d'un nouvel État. C'est alors brièvement l'Angleterre qui est la première puissance méditerranéenne, rivale de la France, grâce à ses possessions au Moyen-Orient, à Gibraltar, ainsi qu'aux îles de Malte et Chypre. Ces empires coloniaux ont constitué les derniers exemples d’États transméditerranéens, faisant la gloire éphémère de cités comme Marseille, porte de l'Empire.
Mais avec la vague des décolonisations qui suit la Seconde Guerre mondiale, la Méditerranée redevient une mosaïque d’États-nations beaucoup plus repliés sur eux-mêmes (à l'exception de l'Union européenne, mais dont le centre de gravité est plutôt atlantique), et la mer se voit réduite à l'état de simple couloir de circulation, désormais l'une des principales voies de navigation commerciale de la planète, qui voit défiler un quart du trafic commercial et un tiers du trafic pétrolier mondiaux, cependant rarement destinés à ses propres ports.

## Géologie

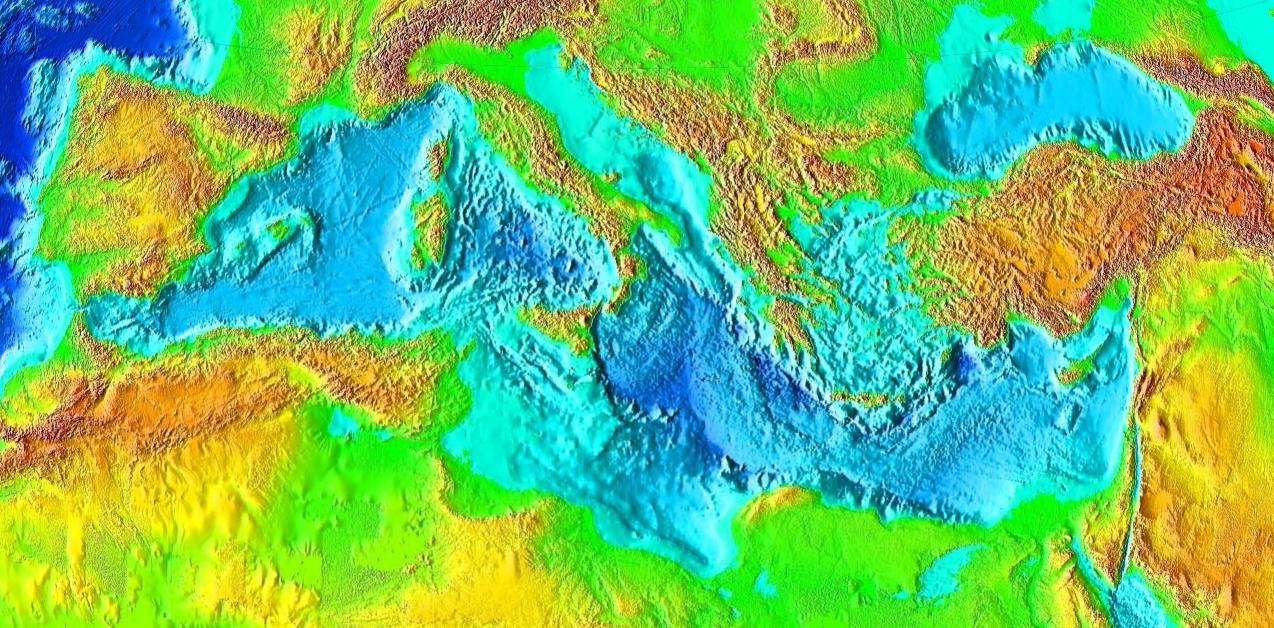
Relief de la mer Méditerranée.

Carte tectonique de la Méditerranée.

La mer Méditerranée se divise en deux bassins bien individualisés, séparés par des hauts fonds situés entre la Sicile et la Tunisie : le bassin occidental méditerranéen et le bassin oriental méditerranéen, eux-mêmes nettement compartimentés. Le premier recouvre une superficie d’environ 0,85 million de kilomètres carrés tandis que le second recouvre environ 1,65 million de kilomètres carrés.
La Méditerranée se trouve à la limite entre deux plaques : les plaques africaine et eurasienne. Ces deux plaques se rapprochent à cause de la subduction de la lithosphère océanique de la Téthys, ce qui est à l'origine de collisions continentales. Cela explique la forte activité sismique dans cette région et le volcanisme (Vésuve, Etna, Stromboli, Santorin…).
Le fond du bassin occidental est constitué d'une lithosphère océanique relativement récente, qui a commencé à se former au Miocène. Le bassin oriental méditerranéen est aussi constitué de lithosphère océanique mais d'âge plus ancien datant du Mésozoïque (de l'ère secondaire). C'est le vestige d'un ancien océan : la Téthys. Cette lithosphère océanique ancienne s'enfonce (subduction) sous l'Italie, la Sicile, la mer Égée, ce qui est à l'origine de la remontée du continent africain, mais aussi de l'étirement de la lithosphère dans la mer Égée et le bassin algéro-provençal et la mer Tyrrhénienne. Les séismes récents en Italie ont pour origine cet étirement de la croûte.

### Histoire géologique
La mer Méditerranée est en partie le vestige d’un ancien domaine océanique que l’on nomme aujourd’hui la Téthys, qui était plus vaste que la mer Méditerranée actuelle. À partir du Crétacé, la Téthys s’est « refermée » progressivement par subduction, avec le rapprochement des continents africain et eurasiatique. Ce phénomène a entraîné la formation de chaînes de montagne, comme les Pyrénées, ou les Alpes. Durant l’Oligocène (il y a 30 millions d’années), la Méditerranée occidentale a subi une phase d’étirement qui a séparé la Corse et la Sardaigne du continent européen.
Il y a environ six millions d’années, le détroit de Gibraltar s’est refermé à la suite de l'élévation de son niveau par des mouvements sismiques, réduisant la mer Méditerranée à un lac très salé. On nomme cet épisode la crise de salinité messinienne, qui fut longtemps l'objet de vives controverses scientifiques, désormais plus apaisées, autour de sa chronologie, de son contexte géographique précis, ses facies d'évaporites et les processus de dépôts salins massifs,. Près de 300 000 ans plus tard, une série de mouvements sismiques ont ouvert le barrage naturel du détroit. Les scientifiques ont observé, à l'ouest du bassin oriental, un vaste dépôt de sédiments, d’apparence chaotique, au pied d’une falaise sous-marine appelée l'escarpement de Malte. Ce dépôt témoigne d’une inondation gigantesque, datant du début du Pliocène, qui aurait rempli ce qui est la Méditerranée actuelle. Se déversant par le détroit de Gibraltar dès son ouverture, l’Atlantique a alimenté, en premier lieu, le bassin occidental avant de franchir le verrou au niveau de l’escarpement de Malte et de se jeter dans le bassin oriental par une cascade de 1,5 km de dénivelé en creusant au passage un immense canyon sur le versant oriental de l'escarpement. Il aurait fallu entre quelques mois et quelques années pour que se déverse la quantité d’eau qui avait mis des centaines de milliers d’années à s’évaporer.
En s'inspirant de cet épisode, l'architecte allemand Herman Sörgel conçoit en 1928 le projet Atlantropa dans lequel la fermeture du détroit de Gibraltar par un barrage hydroélectrique aurait asséché une partie de la mer Méditerranée.
Les fonds marins de la mer Méditerranée se modifient encore aujourd’hui car les plaques africaine et eurasienne sont en contact. Leurs mouvements provoquent des séismes en Italie, Grèce, Turquie, Israël, France, et Algérie, et entretiennent une activité volcanique en Italie avec l’Etna, le Vésuve et le Stromboli.

## Géographie

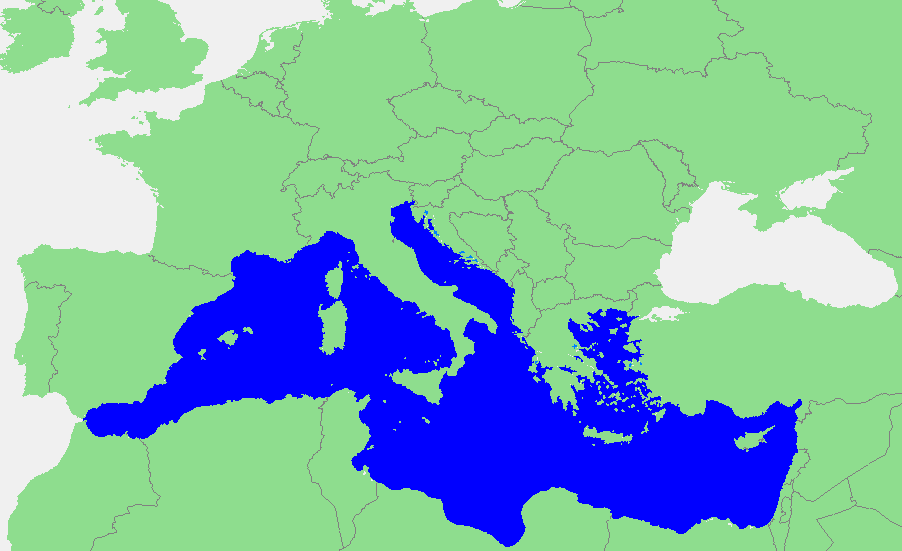
Les frontières de la mer Méditerranée.

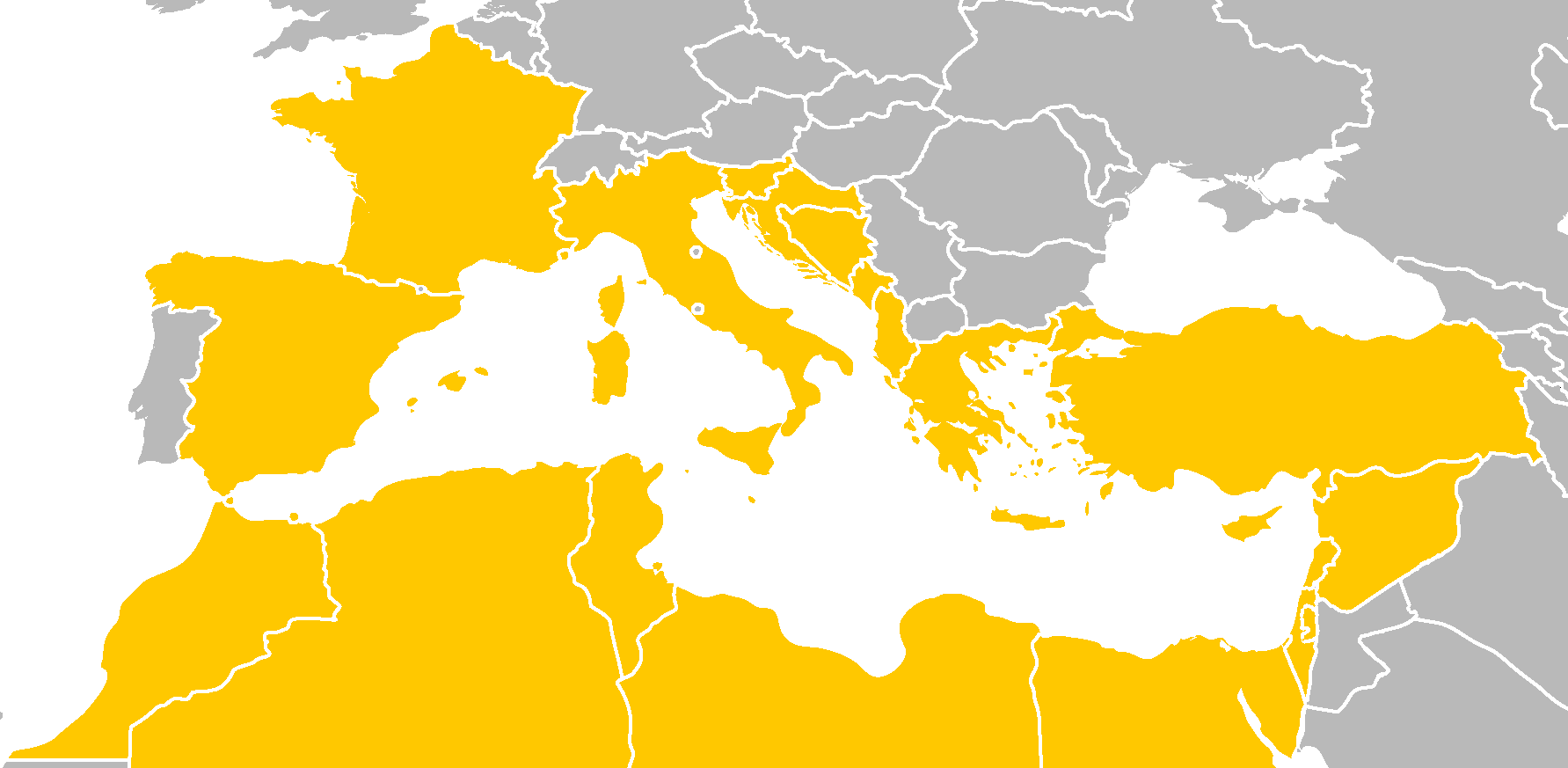
La Méditerranée est bordée par 23 pays situés sur 3 continents différents.

La mer Méditerranée commence à la sortie ouest du détroit de Gibraltar, entre le cap Trafalgar (Espagne), point côtier le plus occidental, et le cap Spartel (Maroc). Les deux caps sont distants de 44 km. 
La mer Méditerranée s'achève à l'est à l'entrée du détroit des Dardanelles (mer de Marmara), entre Kumkale et le Mehmetçik burnu. Quant au point le plus oriental de la Méditerranée, il se trouve en Turquie, sur la plage de Sariseki, une municipalité de la province de Hatay proche d'Alexandrette.
Le point le plus méridional de cette mer se situe en Libye, au fond du golfe de Syrte sur le rivage de la localité d'El Agheila. Enfin le point le plus au nord se trouve en Italie, au fond du golfe de Trieste, dans le port de la ville de Monfalcone.
L'Organisation hydrographique internationale divise la mer Méditerranée en deux bassins dont les limites sont déterminées de la façon suivante :
- Bassin occidental (environ un tiers de la superficie) :
  - À l'ouest : Une ligne joignant le cap Trafalgar (36° 10′ 52″ N, 6° 02′ 02″ O) au cap Spartel (35° 47′ 31″ N, 5° 55′ 29″ O).
  - Au nord-est : La côte ouest de l'Italie. Dans le détroit de Messine, une ligne joignant l'extrémité nord du cap Paci (38° 15′ 22″ N, 15° 42′ 51″ E) au cap Peloro (38° 16′ 02,8″ N, 15° 39′ 11,71″ E), l'extrémité est de la Sicile. La côte nord de la Sicile.
  - À l'est : Une ligne joignant le cap Boeo (37° 48′ 07″ N, 12° 25′ 28″ E), à l'extrémité ouest de la Sicile, à travers l'Adventure Bank jusqu'au cap Bon, en Tunisie.
- Bassin oriental (environ deux tiers de la superficie) :
  - À l'ouest : Dans le détroit de Messine une ligne joignant le cap Paci (38° 15′ 22″ N, 15° 42′ 52″ E) au cap Peloro (38° 16′ 02,8″ N, 15° 39′ 11,71″ E), l'extrémité est de la Sicile. Les côtes orientales et méridionales de la Sicile. Une ligne joignant le cap Boeo, à l'extrémité ouest de la Sicile, à travers l'Adventure Bank jusqu'au cap Bon, en Tunisie.
  - Au nord-est : une ligne joignant Kumkale (40° 00′ 31″ N, 26° 11′ 54″ E) et Mehmetçik burnu (ex-cap Helles) (40° 02′ 35″ N, 26° 10′ 31″ E), l'entrée occidentale des Dardanelles.
  - Au sud-est : l'entrée du canal de Suez.
  - À l'est : les côtes de Syrie, du Liban, d'Israël et de Palestine.

La Méditerranée est reliée à l’océan Atlantique par le détroit de Gibraltar à l’ouest et à la mer de Marmara à l'est-nord-est. À l'est-sud-est, le canal de Suez la relie au golfe de Suez lui-même  communiquant avec la mer Rouge. La mer de Marmara — mais pas la mer Noire — est parfois considérée (à tort) comme faisant partie de la Méditerranée. Cette dernière est géographiquement une mer semi-fermée partagée par 23 États riverains même si certains États comme la fédération de Russie utilisent une argumentation juridique pour refuser ce qualificatif, alléguant qu'il s'agit d'une mer de grandes dimensions contenant d'autres mers (comme la mer Baltique elle aussi semi-fermée et contenant plusieurs espaces maritimes) et utilisée pour la navigation internationale, à l'égal d'un océan.
Le climat méditerranéen est caractérisé par un hiver humide et doux et par un été chaud et sec. Cependant, les inter saisons laissent place à une violence certaine du climat. Des pluies très importantes et très violentes s’abattent parfois alors que la terre asséchée par des périodes de sécheresse ne peut absorber ces précipitations (parfois équivalents à trois mois de pluie voire bien plus selon la latitude). Les inondations fréquentes en témoignent, comme à Vaison-la-Romaine en 1992 ou dans l’Aude en 1999.
Les marées sont de faible amplitude et l’évaporation (3 130 km3/an) y est plus importante que dans l’océan Atlantique, d’où un taux de salinité plus élevé et des températures d’eau plus chaudes qu’en Atlantique. L'humidité ainsi générée est redistribuée sur le bassin méditerranéen en automne et en hiver. Les précipitations (pluviométrie de 1 000 km3/an) et la quantité relativement faible d’eau apportée par les fleuves (apports fluviaux de 430 km3/an) qui s’y jettent sont largement insuffisantes pour combler cette évaporation. Les apports hydrologiques de la mer Noire (180 km3/an) et surtout de l’océan Atlantique (1 520 km3/an), via l’espace de communication du détroit de Gibraltar, malgré sa dimension relativement modeste, permettent cependant de combler une partie du déficit d’environ 3 000 milliards de mètres cubes.
À la faveur des flux d'ouest et du courant-jet une partie de l'humidité se trouve transportée vers le sous-continent Indien sous la forme de perturbations occidentales.

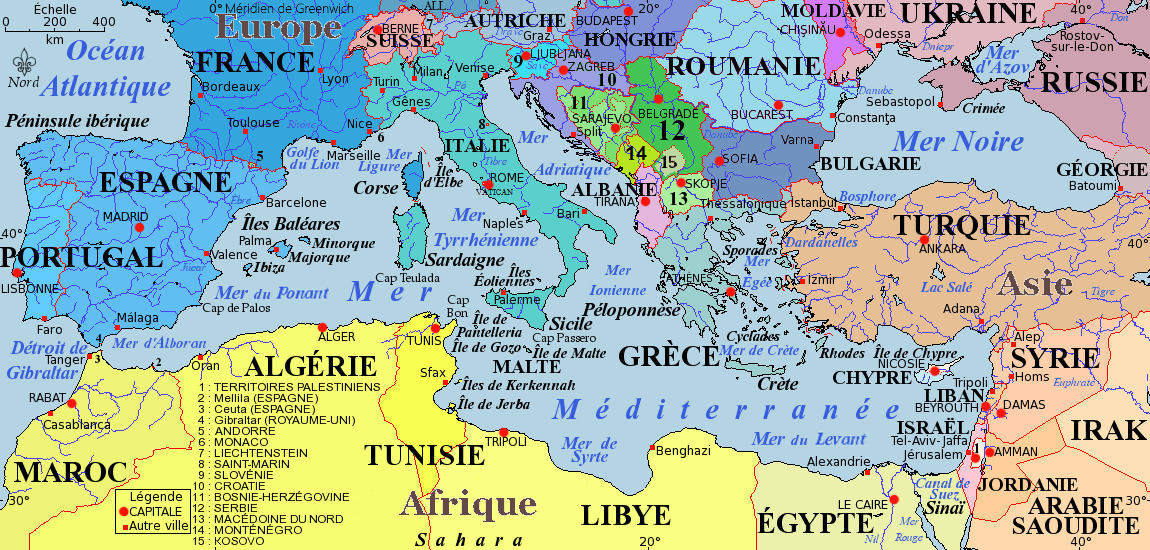
La mer Méditerranée, carte politique.

### Îles méditerranéennes
Les principales îles de la Méditerranée, que ce soit par leur superficie, leur importance historique ou leur fréquentation touristique, sont :
- Chypre, Rhodes, Lesbos, Eubée, Chios et la Crète à l'est ;
- la Sicile, Malte, Djerba, Corfou et Céphalonie au centre ;
- la Corse, la Sardaigne et l'archipel des Baléares (Majorque, Minorque et Ibiza) à l’ouest ;

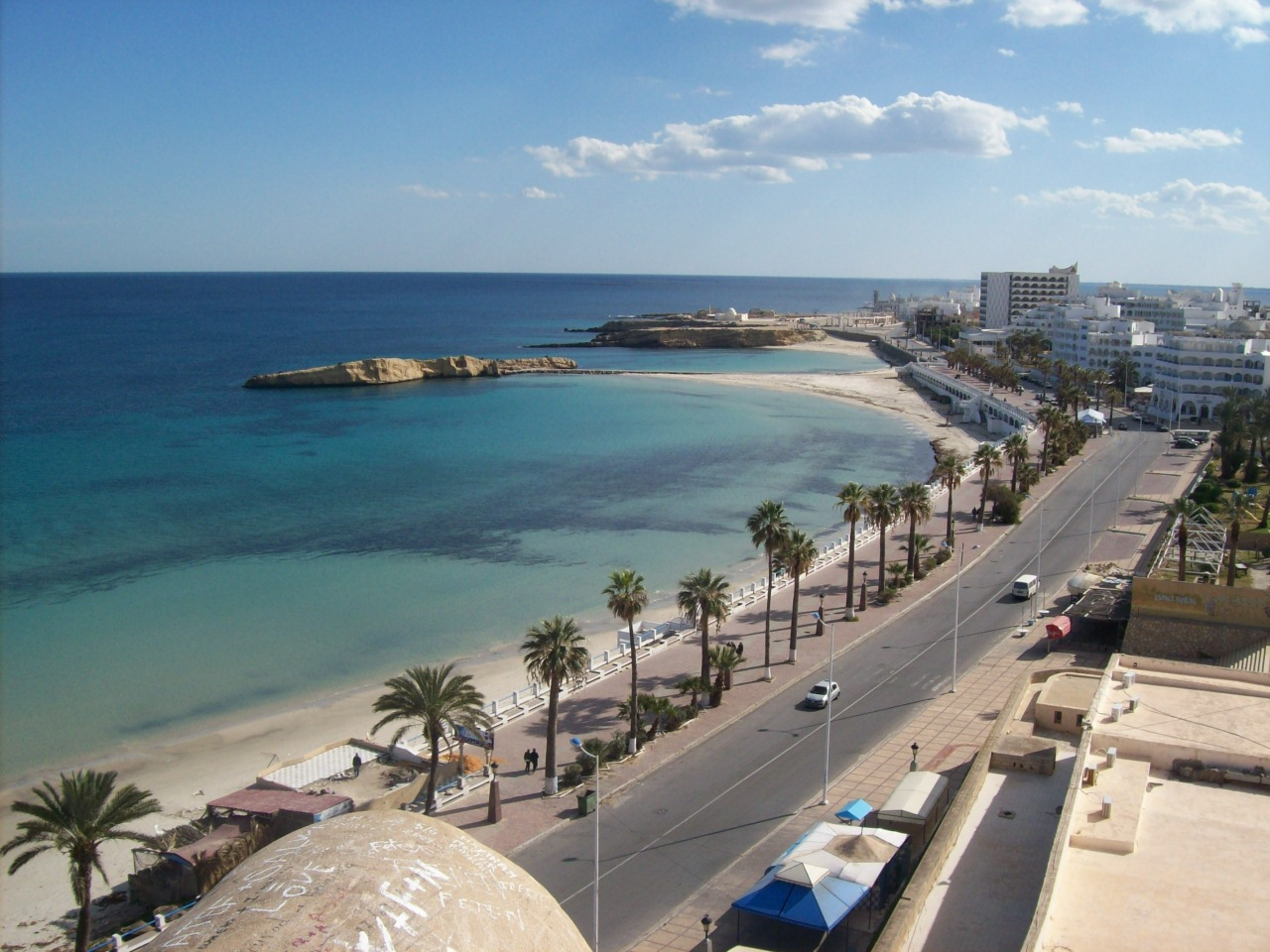
Vue de la corniche de Monastir depuis le Ribat.

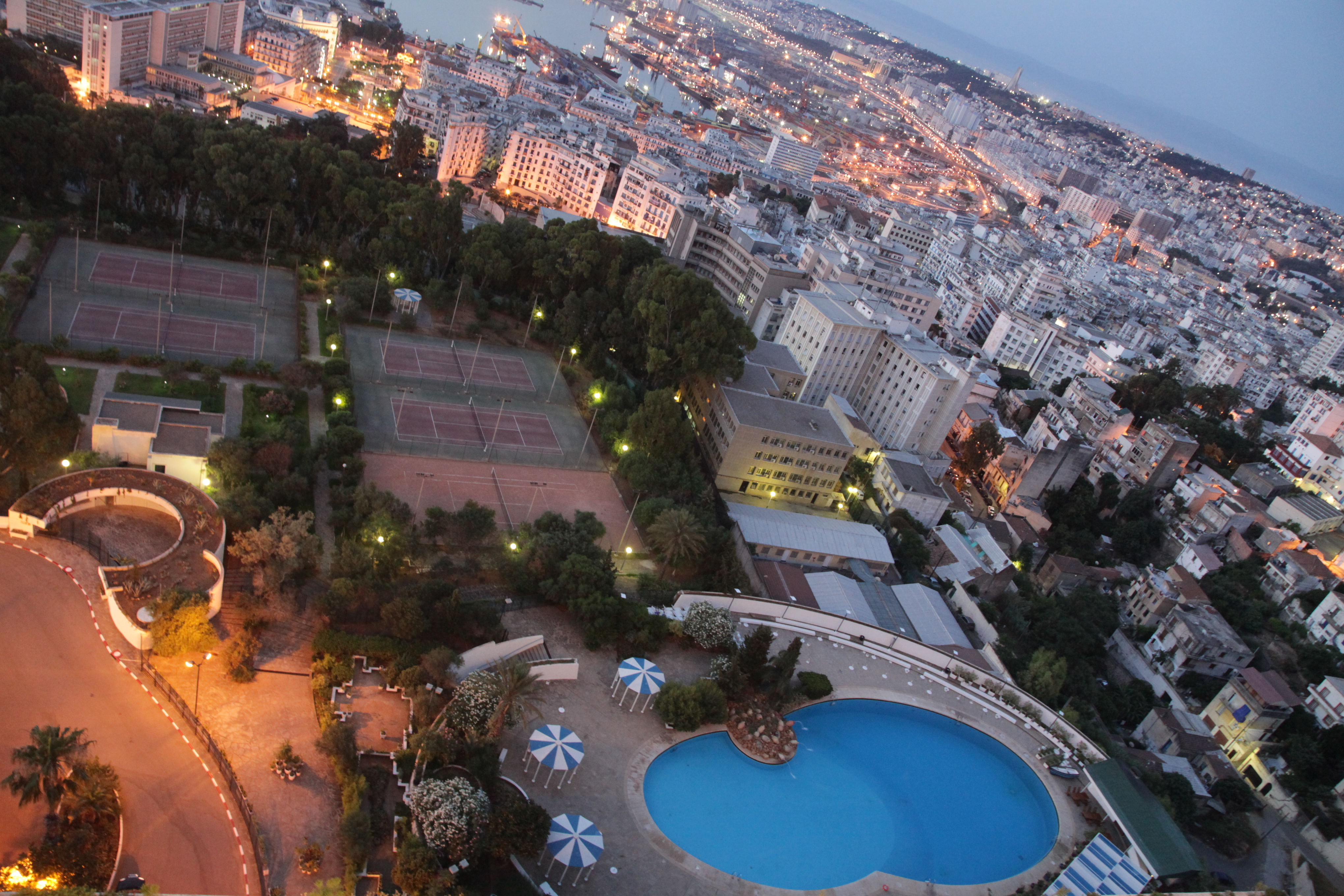
Vue d'Alger, depuis l'hôtel El Aurassi, plus grande agglomération de Méditerranée.

| #     | Nom        | Pays                  | Superficie (km2) |
| ----- | ---------- | --------------------- | ---------------- |
| +001, | Sicile     | Italie                | +0025 709,       |
| +002, | Sardaigne  | Italie                | +0024 090,       |
| +003, | Chypre     | Chypre Chypre du Nord | +0009 251,       |
| +004, | Corse      | France                | +0008 680,       |
| +005, | Crète      | Grèce                 | +0008 261,       |
| +006, | Eubée      | Grèce                 | +0003 655,       |
| +007, | Majorque   | Espagne               | +0003 625,       |
| +008, | Lesbos     | Grèce                 | +0001 641,       |
| +009, | Rhodes     | Grèce                 | +0001 410,       |
| +010, | Chios      | Grèce                 | +0 000842,       |
| +011, | Céphalonie | Grèce                 | +0 000775,       |
| +012, | Minorque   | Espagne               | +0 000694,       |
| +013, | Corfou     | Grèce                 | +0 000641,       |
| +014, | Ibiza      | Espagne               | +0 000572,       |
| +015, | Djerba     | Tunisie               | +0 000514,       |
| +016, | Lemnos     | Grèce                 | +0 000478,       |
| +017, | Samos      | Grèce                 | +0 000477,       |
| +018, | Naxos      | Grèce                 | +0 000436,       |
| +019, | Krk        | Croatie               | +0 000405,       |
| +020, | Cres       | Croatie               | +0 000405,       |
| +021, | Zante      | Grèce                 | +0 000402,       |

### Pays côtiers
La mer Méditerranée est bordée par 21 États souverains officiellement reconnus (dont la principauté de Monaco), plus l’État Palestinien (Bande de Gaza) et Chypre du Nord, au statut disputé, ainsi que Gibraltar, territoire britannique revendiqué par l'Espagne. On y parle entre 11 et 20 langues différentes selon la prise en compte des nombreux dialectes (catalan, bosnien…). Ces langues sont de racines romane (français, espagnol, italien), hellénique (grec), slave (slovène, serbo-croate), balkanique (albanais), berbère (kabyle, rifain), sémitique (arabe, hébreu, maltais), et altaïque (turc).
Les États qui bordent la Méditerranée sont :
| Pays                   | Plus grande ville côtière | Autres grandes villes côtières                                                                                  | Langues parlées sur la côte                             |
| ---------------------- | ------------------------- | --- | ------------------------------------------------------- |
| Albanie                | Durrës                    | Vlorë | Albanais                                                |
| Algérie                | Alger (capitale)          | Oran, Annaba, Béjaïa, Mostaganem, Skikda, Jijel, Tipaza, Collo, Ténès                                           | Arabe algérien, Chenoui, Kabyle…                        |
| Bosnie-Herzégovine     | Neum                      | | Serbo-croate                                            |
| Chypre/ Chypre du Nord | Limassol                  | Larnaca | Grec et Turc chypriotes                                 |
| Croatie                | Split                     | Rijeka | Serbo-croate                                            |
| Égypte                 | Alexandrie                | Port-Saïd | Arabe                                                   |
| Espagne                | Barcelone                 | Alicante, Malaga, Carthagène, Palma, Valence, Tarragone, Badalone, Ceuta, Melilla                               | Espagnol (castillan), Catalan                           |
| France                 | Marseille                 | Nice, Cannes, Toulon, Sète, Narbonne, Ajaccio, Bastia                                                           | Français, Provençal, Occitan, Catalan, Corse            |
| Grèce                  | Le Pirée                  | Thessalonique, Patras, Héraklion                                                                                | Grec                                                    |
| Israël                 | Tel Aviv-Jaffa            | Haïfa, Ashdod                                                                                                   | Hébreu, Yiddish, Arabe                                  |
| Italie                 | Naples                    | Trieste, Venise, Ancône, Bari, Tarente, Catane, Palerme, Messine, Livourne, La Spezia, Gênes, Reggio de Calabre | Italien et ses dialectes (napolitain, sarde, sicilien…) |
| Liban                  | Beyrouth (capitale)       | Tripoli | Arabe, Français                                         |
| Libye                  | Tripoli (capitale)        | Benghazi, Misrata, Khoms, Zaouïa                                                                                | Arabe, Berbère (Zouara)                                 |
| Malte                  | La Valette (capitale)     | | Maltais, Anglais                                        |
| Maroc                  | Tanger                    | Al Hoceïma, Nador, Tétouan                                                                                      | Arabe marocain, Langues berbères                        |
| Monaco                 | Monaco                    | | Français                                                |
| Monténégro             | Bar                       | | Serbo-croate                                            |
| Palestine              | Gaza                      | | Arabe                                                   |
| Slovénie               | Koper/Capodistria         | | Slovène                                                 |
| Syrie                  | Lattaquié                 | Tartous | Arabe                                                   |
| Tunisie                | Tunis (capitale)          | Bizerte, Djerba, Hammamet, Mahdia, Monastir, Nabeul, Sfax, Sousse, Zarzis                                       | Arabe tunisien, Berbère (Djerba)                        |
| Turquie                | Izmir                     | Antalya, Mersin, Alexandrette                                                                                   | Turc                                                    |

Au niveau de ces pays, la Méditerranée est le lieu de processus accentués de littoralisation et d'urbanisation plus ou moins spontanées. Sur 30 ans, de 1970 à 2000, les populations côtières sont passées de 96 millions d’habitants à 145 millions, soit 51 % d’augmentation, dont 17,2 % pour la rive Nord et 84 % pour les rives Est et Sud. Sur la même période, la population urbaine côtière a progressé de 10 millions d’habitants sur la rive Nord et de 30 millions d’habitants sur les rives Sud et Est.

### Subdivisions de la Méditerranée
La mer Méditerranée se divise en deux bassins bien séparés par des hauts-fonds entre la Sicile et la Tunisie. Chaque bassin est divisé en différents compartiments portant le nom de mers, bassins ou golfes, parfois eux-mêmes divisés en zones géographiques de taille inférieure :
| Méditerranée occidentale - mer Tyrrhénienne - golfe de Gaète - baie de Naples - golfe de Salerne - bassin algéro-provençal - golfe de Tunis - mer de Ligurie - golfe de Gênes - mer de Sardaigne - golfe du Lion - mer des Baléares - Golfe de Valence (en) - mer d'Alboran | Méditerranée orientale - mer Égée - mer de Myrto - mer de Crète - mer de Thrace - mer Ionienne - golfe de Catane - golfe de Squillace - golfe de Tarente - golfe de Corinthe - golfe de Messénie - golfe de Laconie - mer Adriatique - golfe de Venise - golfe de Trieste - golfe de Manfredonia - baie de Kvarner - bassin Levantin - baie de Haïfa - golfe de Saint-Georges - mer de Libye - mer de Sicile - bassin Pélagien - golfe de Syrte - golfe de Gabès (anciennement Petite Syrte ou Syrte Mineure) - golfe d'Hammamet |

Plusieurs détroits relient entre elles ces différentes parties de la Méditerranée :
- le canal d'Otrante
- le détroit de Messine
- le canal de Corse
- le canal de Sicile
- les bouches de Bonifacio
- le canal de Corinthe

### Quelques chiffres de géographie physique
- Superficie : 2,51 millions de kilomètres carrés (soit 0,66 % de l’océan mondial) ;
- Dimensions : 3 860 km de l'est à l'ouest et 1 321 km du nord au sud (largeur maximale). Un itinéraire d'environ 1 650 km est nécessaire pour aller du Nord-Ouest de l'Adriatique jusqu'aux côtes nord-est de Libye[19];
- Périmètre : 46 000 km de littoral ;
- Profondeur moyenne : 1 500 mètres
- Profondeur maximale : 5 267 m[19]
  - Deux de ses abysses, tous deux situés en mer Ionienne, rivalisent avec ceux des océans.
    - La fosse de Matapan atteint 5 121 mètres. Elle se situe au large du Péloponnèse à 56 km au sud-ouest de Methóni (Messénie)
    - La fosse Calypso (5 267 m) est située par 36° 34′ N, 21° 08′ E

  - La profondeur de la mer Tyrrhénienne est moins importante mais atteint 3 731 mètres ;
- Volume : 3,7 millions de kilomètres cubes ;
- Marnage des marées : de 0 à 2 m environ, 40 cm en moyenne[20];
- Renouvellement de l'eau : environ 90 ans ;
- Salinité moyenne : aux alentours de 3,8 % ;
- Fleuves les plus importants : Rhône, Èbre, Chelif, Medjerda, Nil, Nahr Al Assi (Oronte), Büyük Menderes (Méandre), Aliakmon, Pô, Adige.
- Apport de la pêche : approximativement 2 % de la pêche mondiale.

## Écologie

### Biodiversité
La Méditerranée étant un des derniers vestiges océaniques de la Téthys, la plupart de ses espèces étaient pantropicales (espèces présentes dans toutes les mers chaudes du globe : récifs coralliens à porites, mangroves) avant la crise de salinité messinienne. La fermeture de la communication avec l'océan Indien il y a 14-18 Ma et l’assèchement de la Méditerranée durant cette crise messinienne il y a 5,96 à 5,33 Ma ont eu pour conséquence que le biotope marin de la mer Méditerranée est depuis lors principalement issu de l’océan Atlantique. L’Atlantique Nord est beaucoup plus froid et plus riche en aliments que la Méditerranée, et la vie marine méditerranéenne s'est adaptée à des conditions changeantes au cours des cinq millions d’années qui ont suivi son remplissage.
La mer Méditerranée est plus salée et plus pauvre en nutriments que l’océan Atlantique, en particulier à cause du détroit de Gibraltar qui bloque les grands courants de l’Atlantique. En raison de l’aridité du climat et de l’effet des vents, l’évaporation est plus importante que les apports des pluies et des fleuves, ce qui concentre la teneur en sel ; un équilibre est globalement préservé grâce à deux écoulements contraires au niveau de Gibraltar : un flux d'eau Atlantique entrant en surface et un flux d’eau salée sortant en profondeur.
La Méditerranée représente 0,8 % de la surface de l’océan mondial et 8 à 9 % de la biodiversité marine (10 à 12 000 espèces). Le domaine continental de la Méditerranée représente 1,6 % de la surface des continents et 10 % de la biodiversité mondiale (notamment 20 000 plantes, dont 52 % d’endémiques), ce qui fait du bassin méditerranéen le deuxième plus grand point chaud de biodiversité de la planète après les Andes tropicales. La faune et la flore méditerranéennes comportent environ 20-30 % d’endémiques, 3-10 % d’espèces pantropicales, 55-75 % d’espèces atlantiques et 5 % d’« espèces lessepsiennes »,. Le taux d’endémisme y est de 18 % chez les crustacés et les poissons, 48 % chez les spongiaires, 20 % chez les algues, 50 % chez les ascidies, si bien que la Méditerranée occupe la deuxième place mondiale en termes de richesse d’espèces endémiques. Toutefois, 21 % d'entre elles sont classées vulnérables, et 11 % en voie de disparition.
La Méditerranée est cependant une mer relativement pauvre en termes de biomasse, notamment dans sa partie orientale en raison d'une limitation en phosphates qui réduit le développement du phytoplancton.
Les « espèces-phares » de Méditerranée sont les mérous (notamment Epinephelus marginatus, mais aussi Mycteroperca rubra (en), Epinephelus costae (ceb), Epinephelus caninus (ceb) et Epinephelus aeneus), le corail rouge (et quelques autres gorgones et coraux abyssaux), la grande nacre, plusieurs espèces de requins et raies, le phoque moine de Méditerranée, les tortues caouanne et verte, les cétacés (rorqual commun, cachalot, orque, baleine de Cuvier, dauphin de Risso, Marsouin commun, globicéphale noir, dauphin commun, dauphin à bec étroit, Dauphin bleu et blanc, grand dauphin), et certains oiseaux marins comme le balbuzard pêcheur ou le puffin yelkouan. De nombreux invertébrés bénéficient aussi d'un grand succès populaire, notamment les nudibranches.
Les populations de vertébrés en Méditerranée ont baissé de 20 % entre 1993 et 2016, pour des raisons diverses : surpêche, prolifération des barrages, surconsommation d’eau, pesticides et changement climatique, qui prend la forme d’un réchauffement général, prolongé et accéléré des temps dans cette zone comme ailleurs sur la planète.

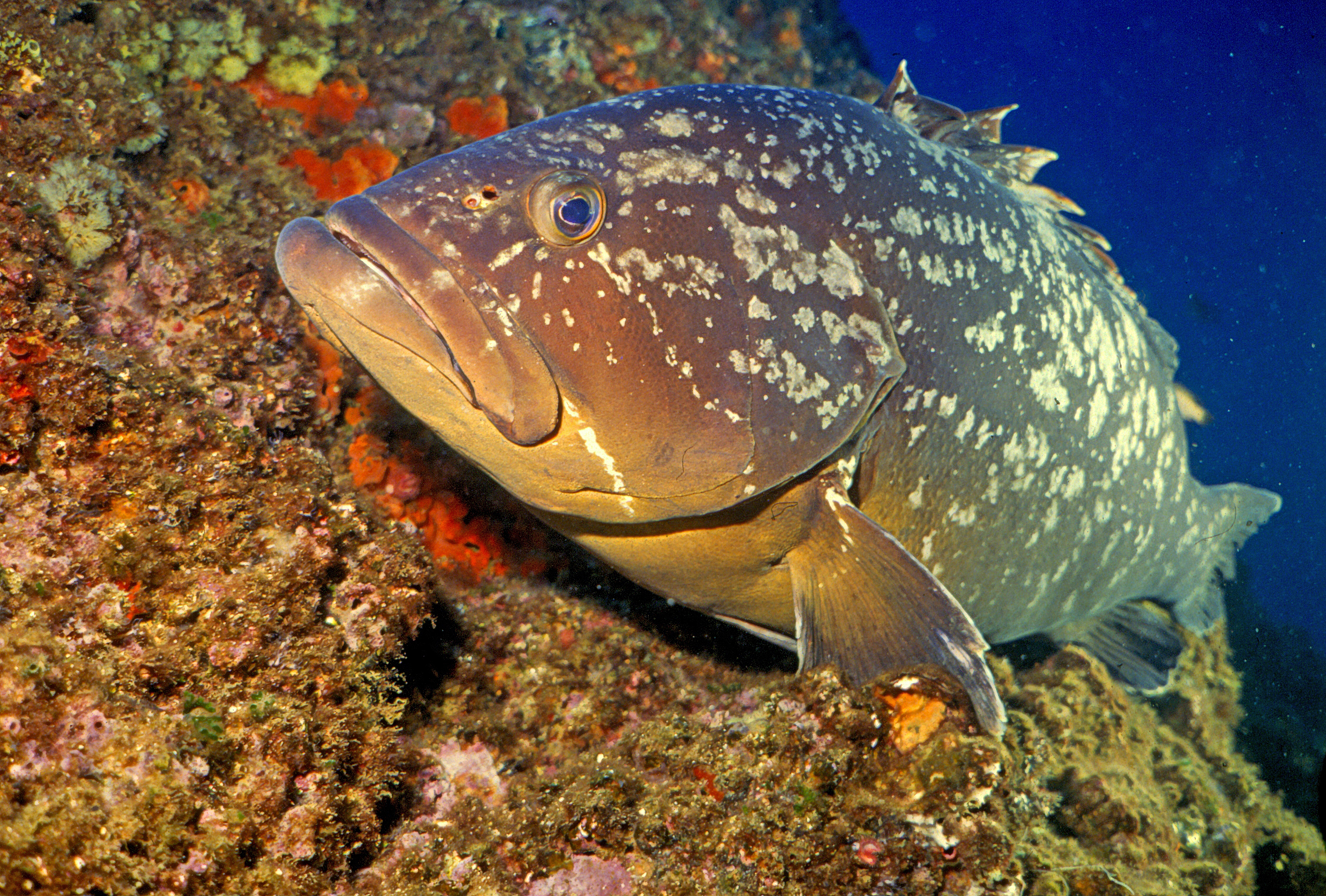
Mérou royal (Epinephelus marginatus)
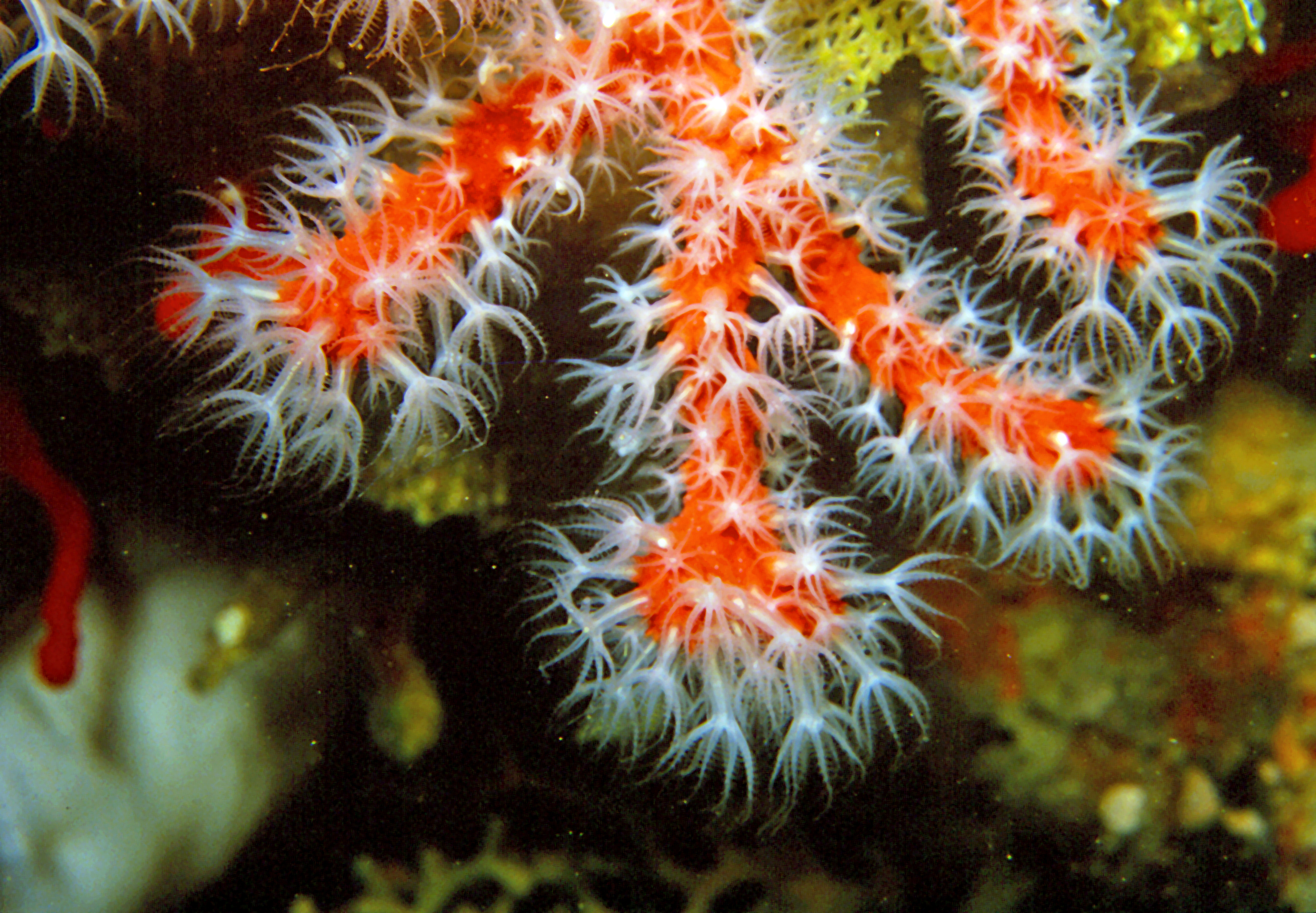
Corail rouge (Corallium rubrum)
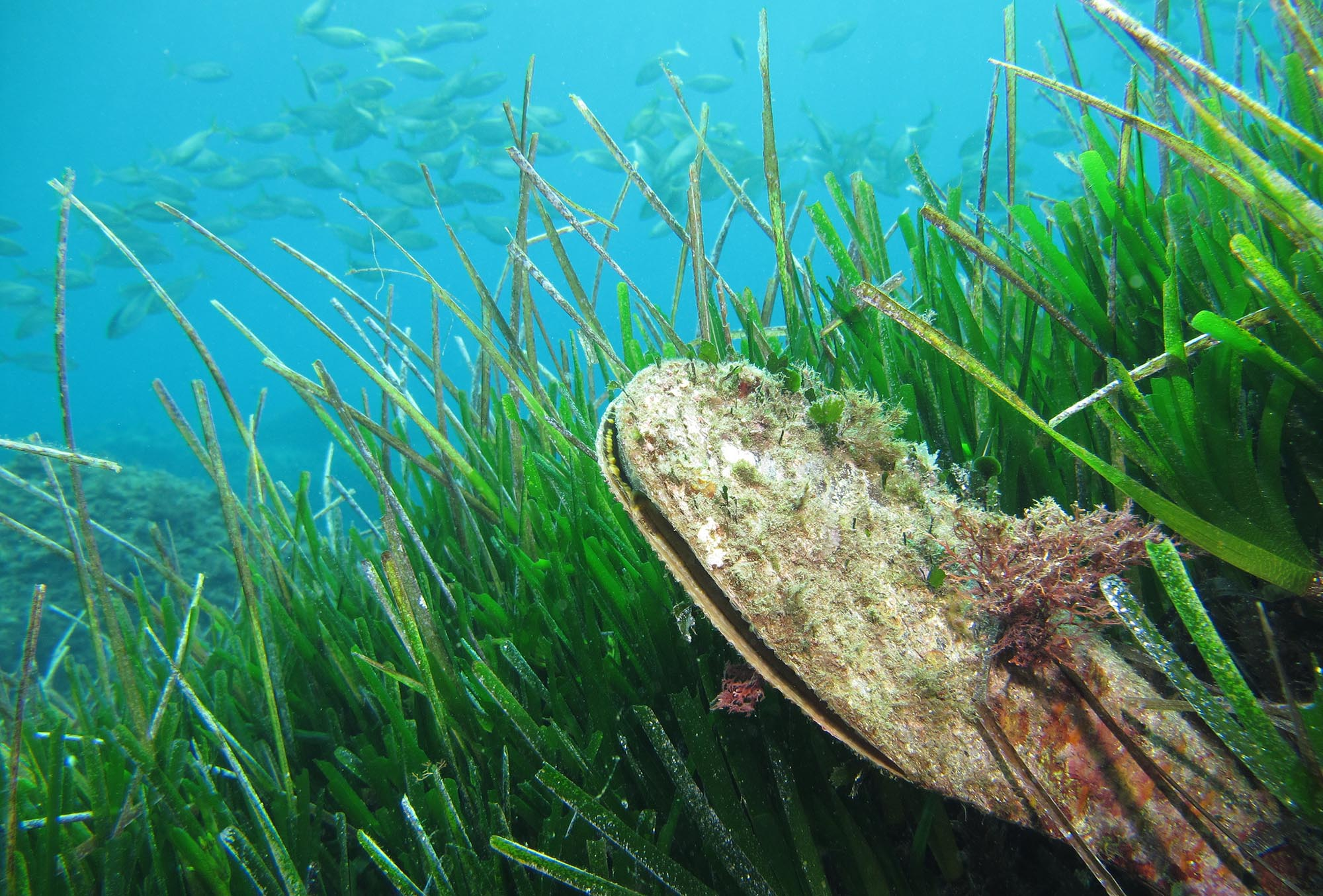
Grande nacre (Pinna nobilis)
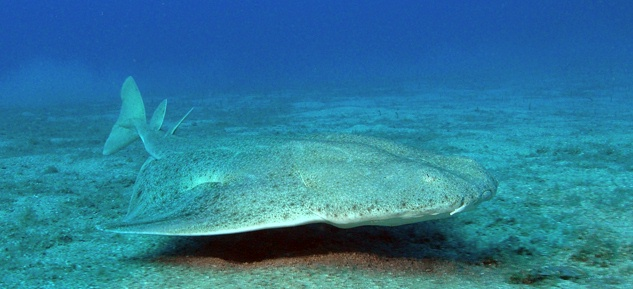
Ange de mer (Squatina squatina, une espèce de requin en voie d'extinction)
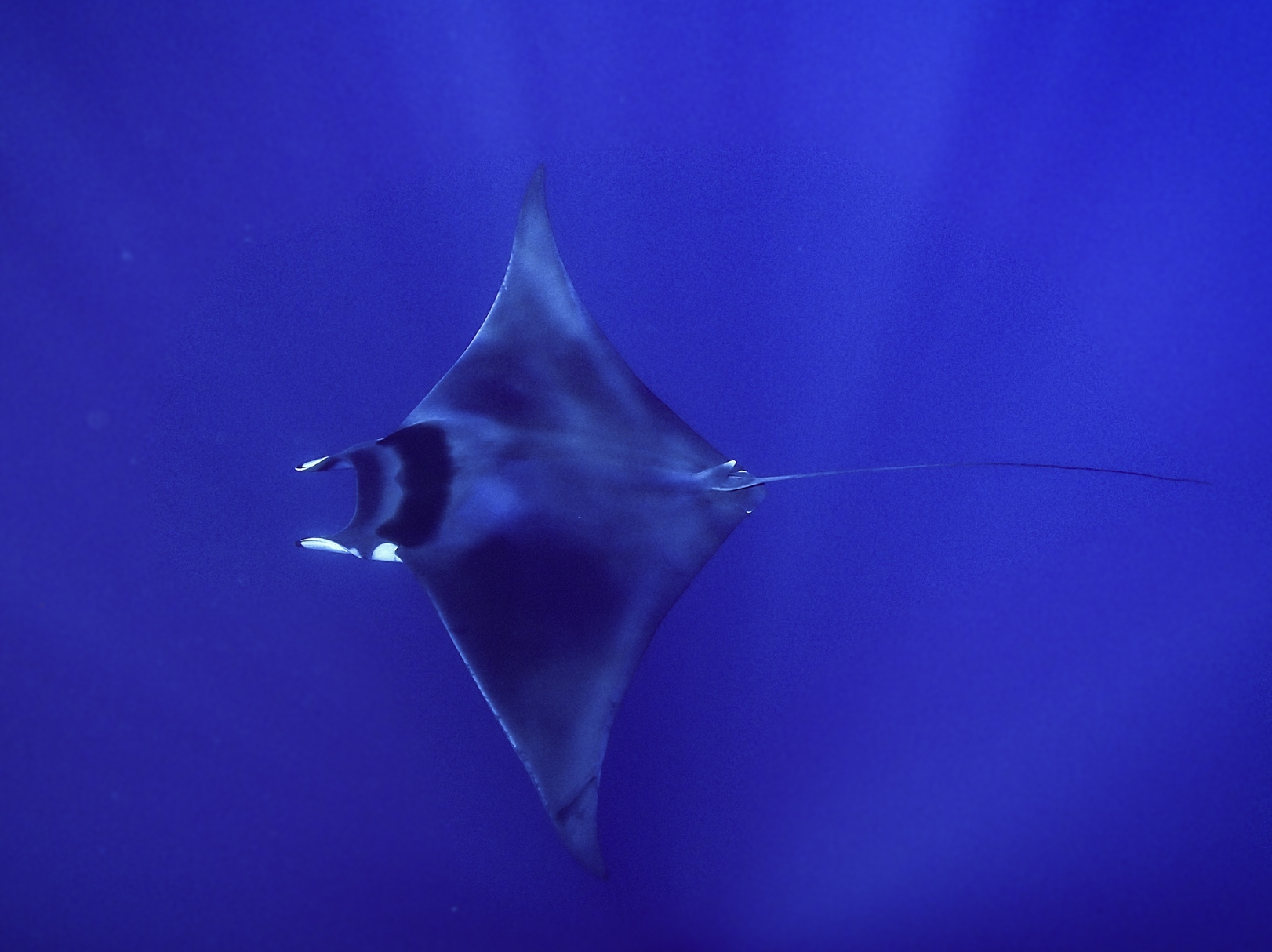
Une raie mobula (Mobula mobular)
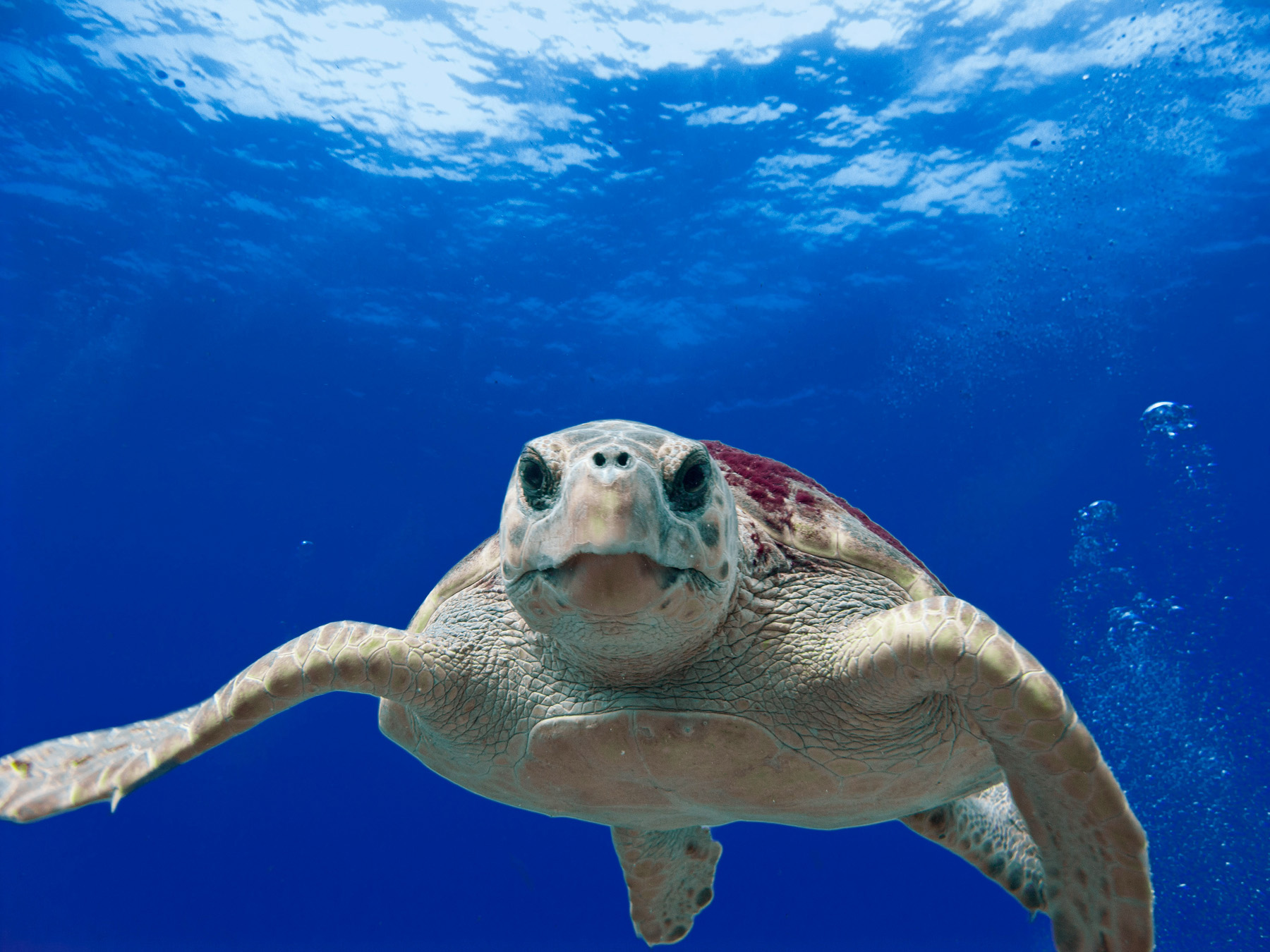
Une tortue caouanne (Caretta caretta)
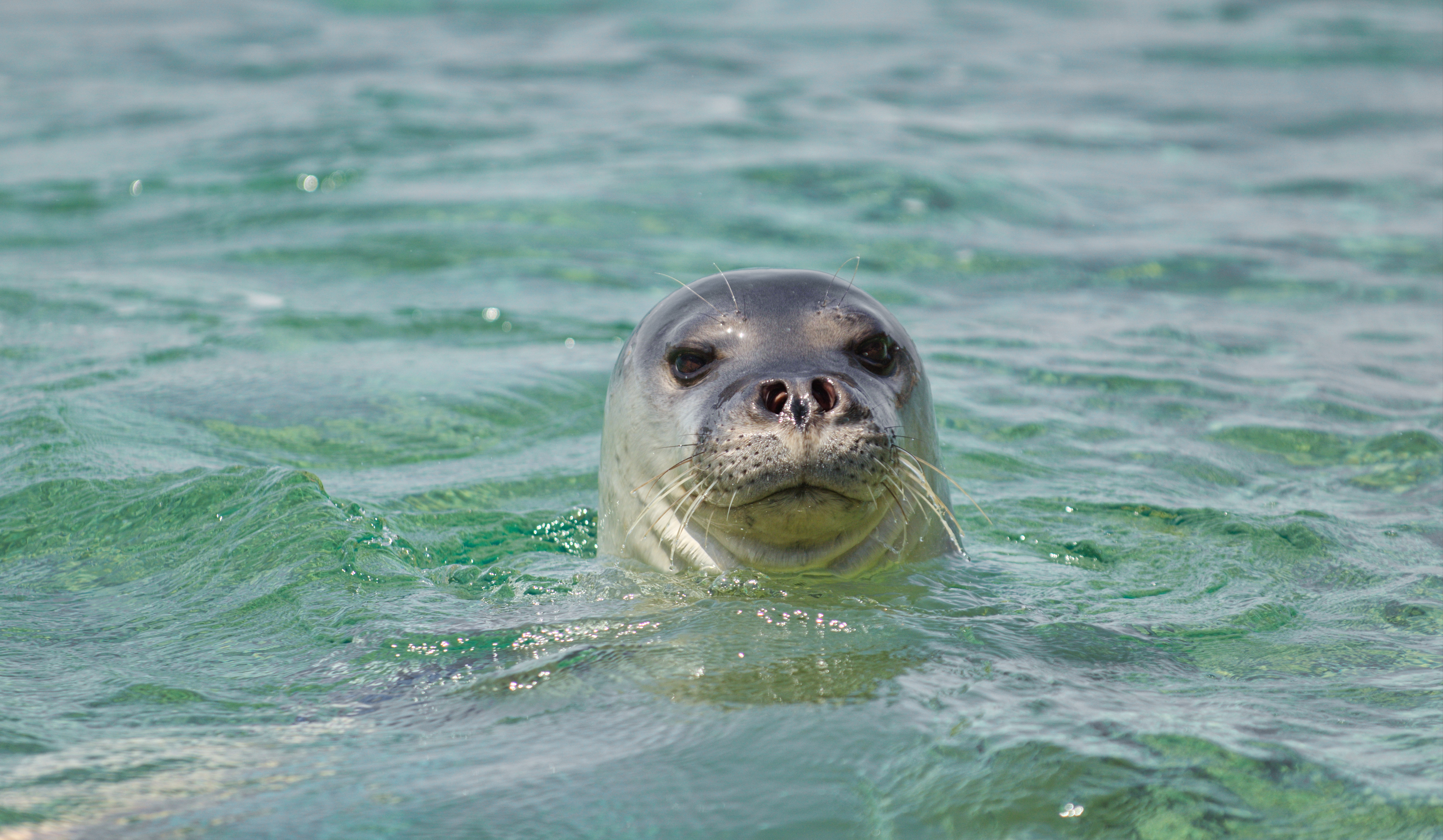
Un Phoque moine de Méditerranée (Monachus monachus)
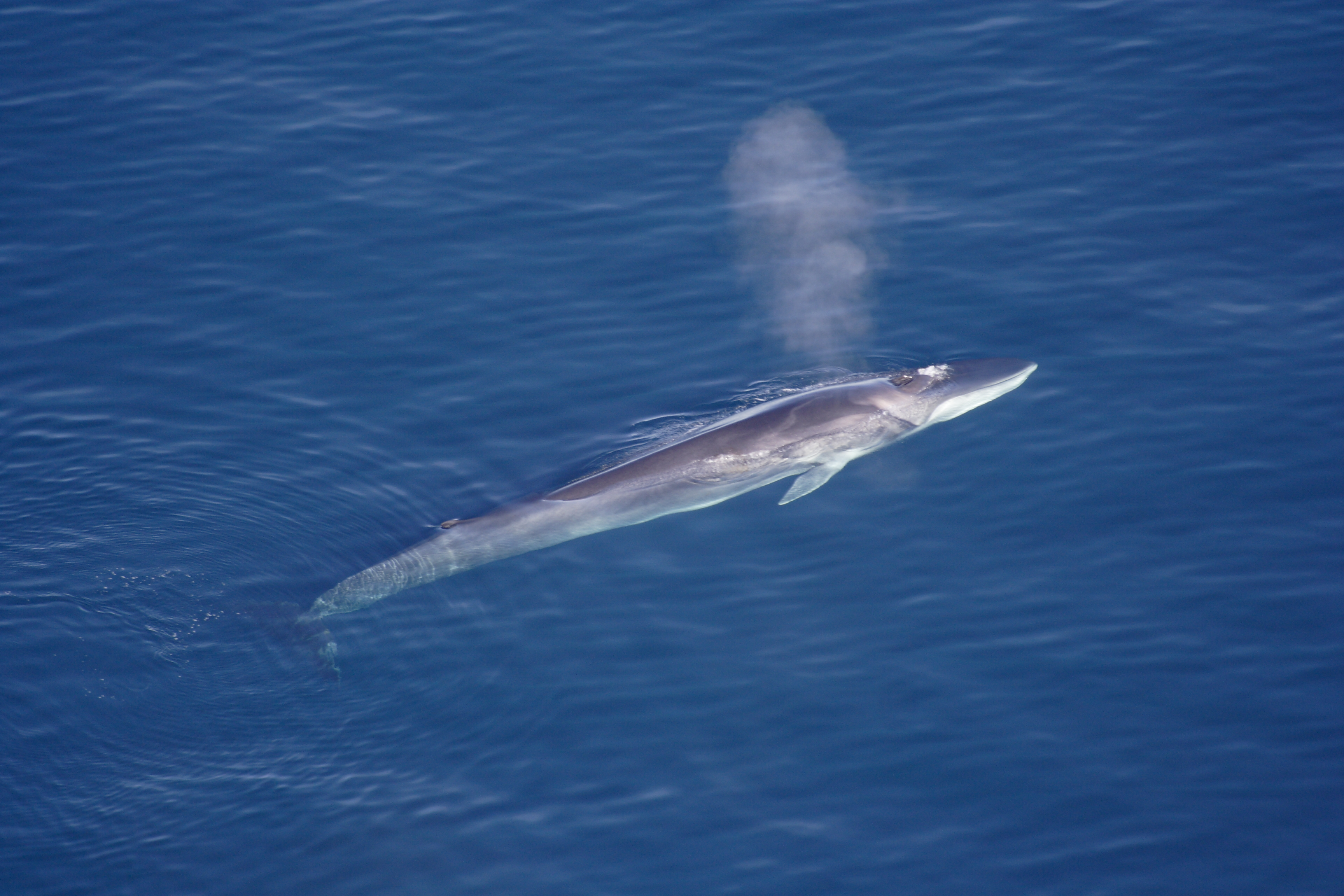
Un Rorqual commun (Balaenoptera physalus)
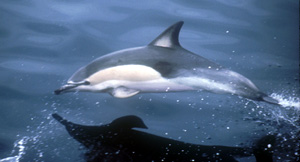
Un dauphin commun (Delphinus delphis)
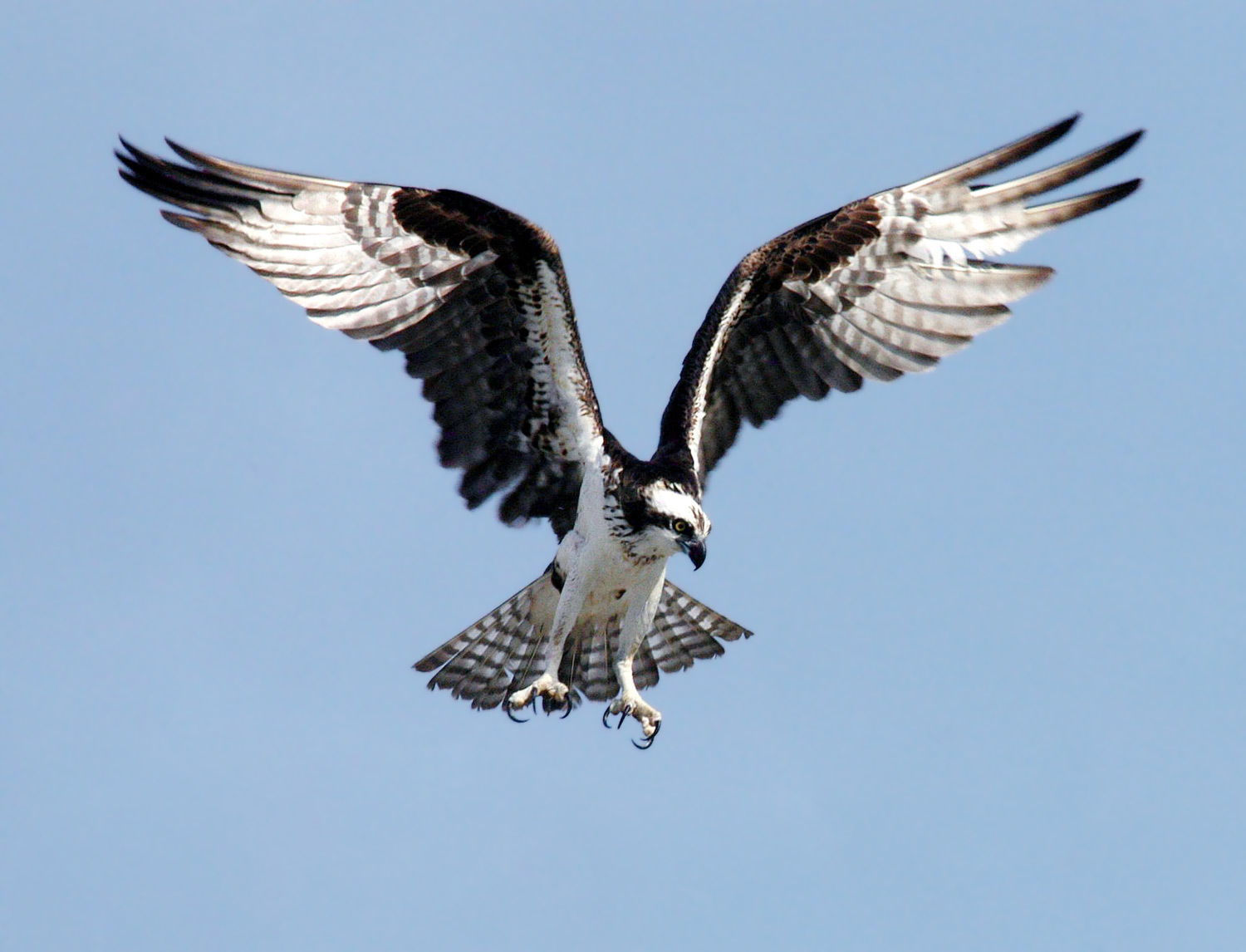
Un Balbuzard pêcheur (Pandion haliaetus)
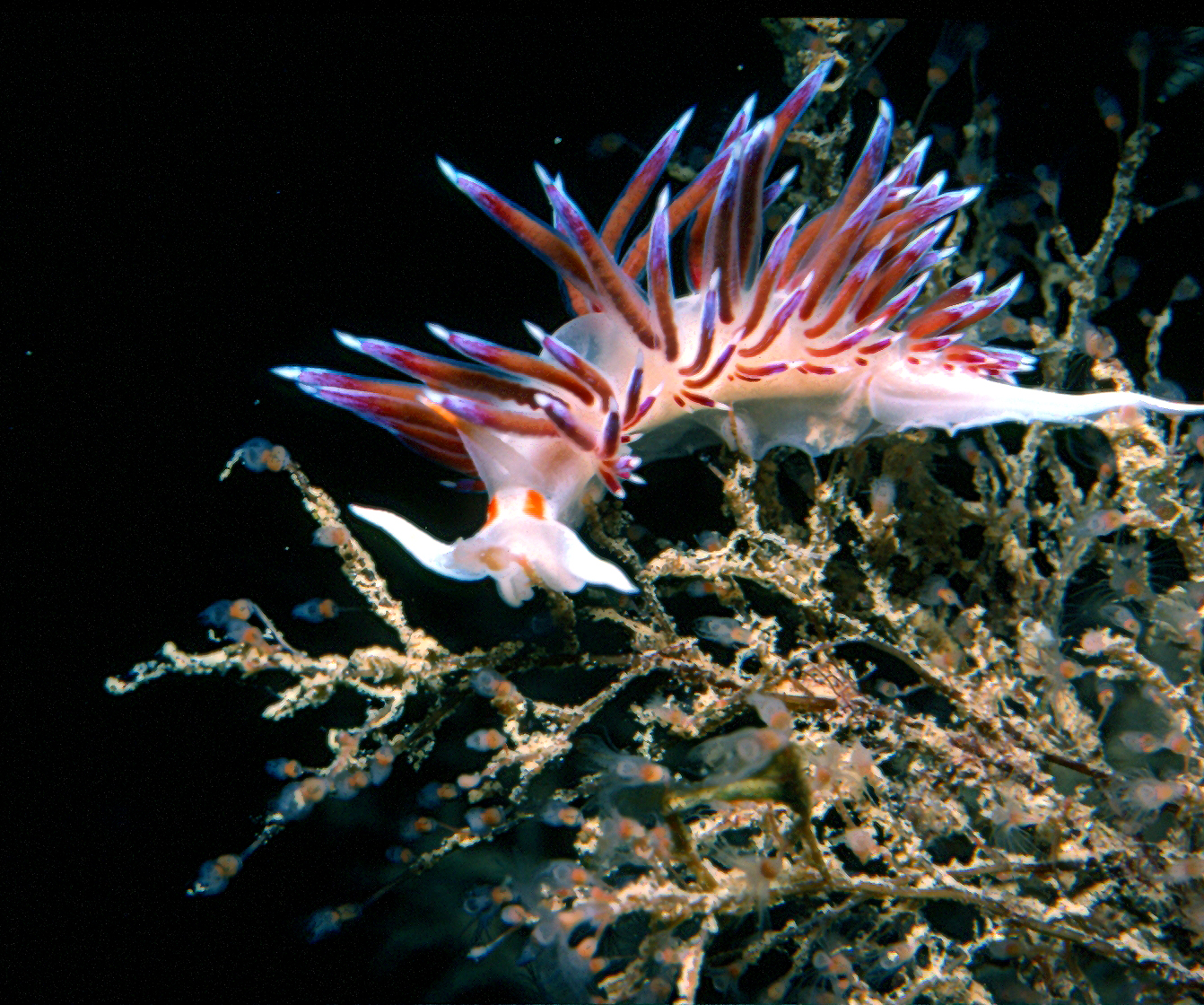
Hervia pèlerine (Cratena peregrina), un nudibranche.

### État de la mer Méditerranée
Les menaces pesant sur cette mer quasi-fermée sont nombreuses : en plus d'être la première destination touristique au monde (360 millions de touristes par an dont 26 millions de croisiéristes, soit 27 % du tourisme mondial),, 150 millions d'humains habitent le long de son littoral (soit près d'un tiers des 512 millions d'habitants dans les 22 pays riverains), dont plus de la moitié ne disposent pas de système de traitement des ordures et eaux usées.

#### Pollutions
Plusieurs organisations estiment qu'un total de 600 000 tonnes de déchets plastiques sont déversés dans la Méditerranée chaque année, phénomène aggravé par le fait que cette mer fermée tend à concentrer les pollutions. Le fait que la Méditerranée soit une mer fermée, étroitement bordée par des pays très industrialisés, à population très dense et sous-équipés en matière de gestion des déchets aggrave encore la situation.
Les pollutions marines sont de deux sortes : des macro-éléments (« ordures »), que les animaux peuvent ingérer au risque de s'étouffer, et des microéléments dissous (métaux lourds, pesticides, médicaments, produits industriels…), qui se retrouvent dans le milieu d'alimentation et peuvent être bioaccumulés par les animaux situés au sommet de la chaîne alimentaire,. C'est particulièrement le cas des cétacés, qui absorbent en Méditerranée de nombreux polluants solubles, cinq à dix fois plus que leurs congénères de l'Atlantique,. Le DEHP, un des phtalates les plus toxiques, présente une concentration moyenne de 580 µg/kg (voire jusqu'à 1 060 µg/kg selon les études) chez le Rorqual commun, soit plus du double de la limite autorisée pour du poisson vendu dans le commerce. Les phtalates n'étant pas bioaccumulés, ce résultat montre que l'exposition est chronique et permanente. Les cétacés de Méditerranée (mais aussi les tortues, thons et requins) présentent des niveaux de contamination alarmants en matière de phtalates, PCB, PBDE et métaux lourds (notamment le mercure, le plomb et l'arsenic).
Concernant les microplastiques, la Méditerranée est probablement la mer où leur concentration est la plus élevée au monde.
En plus des pollutions plastiques, chimiques et organiques, la Méditerranée voit aussi passer 18% du trafic pétrolier mondial et a déjà connu plusieurs marées noires. Environ 400 000 tonnes d'hydrocarbures sont déversées en Méditerranée chaque année.

#### Surpêche
La Méditerranée est aussi considérée comme « la mer la plus surpêchée du monde » : 90 % des stocks halieutiques y sont pêchés au-dessus des niveaux durables.

#### Invasions biologiques
Le percement du canal de Suez en 1869 a créé le premier passage d’eau de mer entre la mer Méditerranée et la mer Rouge. Cette dernière étant plus haute que la partie orientale de la Méditerranée, le canal forma un fleuve d’eau salée de la mer Rouge dans la Méditerranée. Traversé par le canal, le Grand Lac Amer (très salé avant le percement) a bloqué la migration des espèces de la mer Rouge vers la Méditerranée pendant plusieurs décennies. Progressivement, la salinité de ce lac s’est égalisée avec celle de la mer Rouge, la barrière migratoire s’est levée, et les plantes et les animaux de la mer Rouge ont commencé à coloniser la Méditerranée orientale.
Les espèces animales et végétales de la mer Rouge prennent l’avantage sur les espèces de l’océan Atlantique dans l’environnement méditerranéen oriental salé et pauvre en aliments. La construction du barrage d'Assouan sur le Nil dans les années 1960 a réduit l’apport d’eau douce riche en nutriments dans la Méditerranée orientale, ce qui rend l’environnement de la Méditerranée proche de celui de la mer Rouge. Cet échange d’« espèces lessepsiennes » ou « érythréennes » (du grec eruthros signifiant « rouge ») est connu sous le nom de migration de Lesseps, d’après Ferdinand de Lesseps, l’ingénieur qui a surveillé la construction du canal. Ces espèces s'installent principalement dans le bassin oriental et s'y acclimatent, si bien que 15 % des poissons de la Méditerranée orientale sont exotiques en 2007 (en Turquie elles représentent 43 % des ressources halieutiques ; au Liban, 72 % des poissons sont des Siganus rivulatus). Certaines migrent dans le bassin occidental (Siganus luridus, Fistularia commersonii).
En 2008, 560 espèces exotiques (une majorité de poissons, arthropodes et mollusques) ont été recensées en Méditerranée. Leurs voies d'arrivée sont le Canal de Suez, le détroit de Gibraltar et la voie anthropique (notamment l'aquaculture, les eaux de ballasts ou le fouling). 220 proviennent du bassin Indo-Pacifique, 100 de l'océan Indien, 58 de la mer Rouge, 34 de l'océan Atlantique. L'UICN a établi une « Liste noire des espèces envahissantes dans le milieu marin » de Méditerranée, recensant 15 poissons, 4 crustacés, 11 mollusques, 10 végétaux et de nombreux autres invertébrés.

### Protection
La Commission générale des pêches pour la Méditerranée (CGPM) a été créée en 1949 par un accord international conclu en vertu de l'article XIV de la constitution de la FAO. Sa zone de compétence est la Méditerranée, la mer Noire et les eaux adjacentes.
En 1976, les 21 pays qui bordent cette mer ont ratifié la Convention pour la protection du milieu marin et du littoral de la Méditerranée (aussi appelée « Convention de Barcelone ») visant à prévenir et réduire la pollution marine en mer Méditerranée et assurer le développement durable des socio-écosystèmes qui en dépendent. Elle constitue le cadre juridique du Plan d'action pour la Méditerranée (approuvé en 1975), élaboré dans le cadre du Programme pour les mers régionales du Programme des Nations unies pour l'environnement, et a notamment défini de nouvelles « Aires spécialement protégées d’importance méditerranéenne » (ASPIM). En 1993, les parties contractantes réunies à Catane pour la COP13 ont adopté le Programme d'Action Stratégique pour la conservation de la diversité biologique dans la région méditerranéenne (PAS BIO) en vue de faire face aux différentes menaces auxquelles est soumise la biodiversité marine et côtière en Méditerranée.
Sur le terrain les Aires Marines Protégées de Méditerranée demeurent essentiellement côtières, de petite taille, ignorant l’essentiel de la haute mer et des zones profondes. Cet échec flagrant est lié tout autant à l’absence de vision et de volonté politique qu’à la nature fragmentée de la gouvernance maritime dans une mer régionale que partagent désormais plus de 20 pays riverains. Deux propositions originales ont vu le jour en 2011 afin d'y remédier :
a/ Oceana MedNet proposant la création d’un réseau de 100 sites, incluant des zones pélagiques d’au moins 200 km2 chacune, bien connectés par l’hydrodynamique et la géo-morphologie; b/ la création de huit vastes « Parcs marins pour la paix », proposés par la CIESM, joignant une côte à l’autre, privilégiant des corridors pour les grands migrateurs marins ainsi que la protection de caractéristiques d’importance biologique, géologique et océanographique majeure, réduisant au passage les tensions frontalières souvent extrêmes dans cette région du globe.
Au niveau mondial, la protection de la nature en Méditerranée est également encadrée par la Convention sur la conservation des espèces migratrices appartenant à la faune sauvage (CMS ou Convention de Bonn) depuis 1979, la Convention sur la diversité biologique (CBD) depuis 2010, et depuis 2015 les Objectifs de développement durable de l'Organisation des Nations unies (UN SDG).
L'ONU est également à l'origine du Programme d’évaluation et de maîtrise de la pollution dans la région méditerranéenne (MED POL), du Centre régional méditerranéen pour l’intervention d’urgence contre la pollution marine accidentelle (REMPEC), du Centre d’Activités Régionales du Plan Bleu (CAR/PB), du Centre d’Activités Régionales du Programme d’Actions Prioritaires (CAR/PAP), du Centre d’Activités Régionales pour la Consommation et la Production Durables (CAR/CPD), et du Centre d’Activités Régionales pour l’Information et la Communication (CAR/INFO).

Territoire d'application de l'Accord Pelagos.

Concernant plus spécifiquement les cétacés, il existe depuis 1996 un Accord sur la conservation des cétacés de la mer Noire, de la Méditerranée et de la zone Atlantique adjacente, entré en vigueur le 1er juin 2001. Cet accord s'articule avec le Sanctuaire Pelagos, créé autour de la Corse en vue d'y protéger les importantes populations de cétacés qui y résident ou migrent. L'Union pour la Méditerranée est également fondée en 2008, comportant à la fois l'Union européenne dans son ensemble et tous les pays riverains de la Méditerranée. En mars 2021, est fondé un « Consortium méditerranéen pour la biodiversité », qui regroupe le MedPAN, l'Initiative MedWet (équivalent de MedPAN pour les zones humides), la Tour du Valat, l’Association internationale des forêts méditerranéennes et le Centre de coopération pour la Méditerranée de l’UICN, avec le partenariat de l'Agence française de développement et du Fonds français pour l'environnement mondial.
Au niveau européen, l'un des premiers efforts coordonnés notables en matière de protection de la vie marine fut la première Politique commune de la pêche (PCP) de 1970. Mais en matière de conservation de la nature, il faut attendre la Convention de Berne (« Convention du Conseil de l’Europe relative à la conservation de la vie sauvage et du milieu naturel de l’Europe ») signée en 1979, premier traité international visant à protéger aussi bien les espèces que les habitats, et qui a été signée par 50 pays dont tous ceux de l'Union européenne et plusieurs pays proches et africains. Elle a été suivie par La Directive « Oiseaux » (adoptée en 1979, remplacée en 2009) et la Directive « Habitats » (adoptée en 1995), instaurant des zones de protection devenues le réseau des sites Natura 2000, intégrant depuis 2008 des sites « Natura 2000 en mer ». Toujours en 2008, l'Europe adopte une Directive-cadre Stratégie pour le milieu marin définissant un « bon état écologique » comme objectif à atteindre pour les eaux communautaires (selon, donc, une approche écosystémique). La Directive-cadre sur l'eau, adoptée en 2000, possède également un volet maritime.
La Méditerranée comporte en 2020 environ 1 215 Aires Marines Protégées (AMP) et Autres Mesures Spatiales de Conservation (AMSC), représentant 17 362 km2, ce qui correspond à 6,81 % de la Méditerranée - mais seulement 0,04 % est strictement interdit à la pêche, bien loin de l’engagement pris à Nagoya en octobre 2010 par la Convention sur la diversité biologique, à savoir protéger au moins 10 % de l’océan mondial. Le réseau méditerranéen des AMP est animé par MedPAN, organisation non-gouvernementale basée à Marseille.
La protection des espèces en Méditerranée dépend des législations nationales ; en France, tous les mammifères marins (phoque et cétacés) et tortues sont protégés, ainsi que des espèces ponctuelles comme les mérous, la cigale de mer, la datte de mer, l'oursin-diadème, la posidonie, la grande nacre, et la patelle géante. D'autres font l'objet d'une réglementation, comme l'oursin violet, la plupart des coraux et gorgones (en particulier le corail rouge), les éponges (comme Aplysina aerophoba), la plupart des requins, certaines raies (comme Gymnura altavela) certains gros coquillages (comme le triton ou l'ormeau), les hippocampes, et tous les poissons en dessous de la taille minimale de collecte.

### Prospective
Le dérèglement climatique pourrait avoir des effets exacerbés sur la zone biogéographique méditerranéenne qui abrite un grand nombre de points chauds de biodiversité. Ils entraînent en effet une augmentation de la température de surface de la mer et entraînent une méridionalisation voire une tropicalisation de la Méditerranée : les espèces végétales et animales d’affinité méridionale sont favorisées aux dépens des espèces septentrionales.
La Méditerranée est la victime de pressions diverses : la poursuite de la surpêche favorise la gélification de cette mer due à la pullulation de méduses ; contaminants chimiques, comme les métaux lourds et les pesticides, dont certaines molécules, quoiqu'elles soient interdites, résident dans le lit des fleuves et sont périodiquement relarguées à l'occasion des épisodes de crues ; développement des macro-déchets et, plus encore, des micro-déchets plastiques, qui font courir un risque de « polymérisation » au bassin méditerranéen.
Anticiper les effets du changement climatique sur l’eau, l’agriculture, le tourisme, la pêche, l’énergie, le transport et l’urbanisme et l’environnement et la santé (zoonoses, épidémies, maladies émergentes) dans cette zone est une priorité croissante pour les élus et habitants de cette région déjà très dégradée par les feux de forêts et les sécheresses.

## Économie

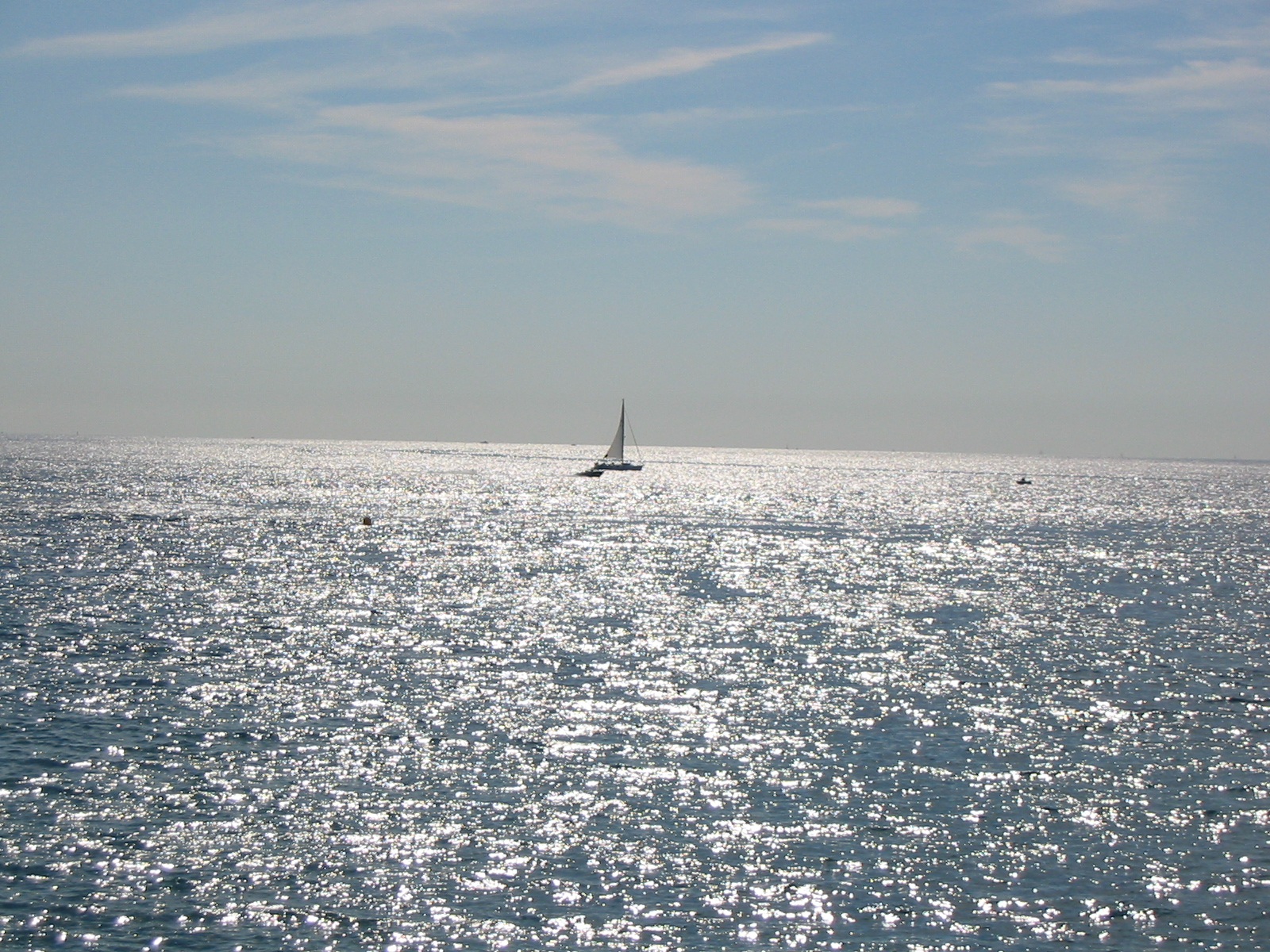
La Méditerranée vue depuis Menton.

Le bassin méditerranéen concentre 150 millions d’habitants et attire quelque 200 millions de visiteurs chaque année. 20 % des pétroliers, 30 % des navires marchands du monde circulent en Méditerranée, pour un trafic total de 120 000 bateaux.
Le secteur de la pêche primaire (emplois à bord des bateaux de pêche) représente près d'un quart de million d'emplois en Méditerranée. La pêche artisanale représente 60 % de ces emplois et 80 % (67 000 navires) de la flotte totale.
Ce secteur est cependant menacé par la surpêche. Les lacunes en matière de réglementation de la pêche, la non-application des recommandations de la Commission générale des pêches pour la Méditerranée, la surexploitation des ressources halieutiques et l'utilisation de certains modes d'exploitation néfastes entraînent en effet le déclin des stocks dont 4 % à peine atteignent le rendement maximum durable. La Commission européenne estime qu'en 2016, à « l’ouest, entre les côtes espagnoles et la mer Tyrrhénienne, 96 % des stocks sont surexploités. Les pêcheurs européens attrapent en moyenne six fois plus de merlu, de rouget, de merlan bleu ou de baudroie qu’il faudrait pour que ces espèces aient une chance de se reproduire et de se maintenir durablement. À l’est, autour de la Crète et de Chypre, 91 % des populations de poissons sont pressurées au-delà du raisonnable. Le pire étant les zones centrales, où se retrouvent les bateaux de pêche de tous les pays riverains ». Pour les anchois et sardines menacées de disparition, d'autres facteurs que la pression de pêche sont avancés : les changements environnementaux comme la température de la mer ou la pollution semblent modifier le plancton qui serait constitué d’espèces moins énergétiques, ce qui affecterait les populations de sardines et d’anchois.

## Sport
Les Jeux méditerranéens, qui se déroulent tous les quatre ans, sont une compétition multisports où se rencontrent des sportifs des pays du bassin méditerranéen.

## Tourisme

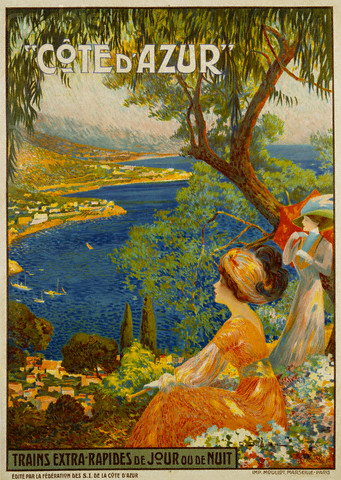
Affiche publicitaire Belle Époque de David Dellepiane (1866-1932) pour la Côte d'Azur.

Une première forme de tourisme culturel, le Grand Tour, se développe sur les bords de la Méditerranée au XVIIIe siècle. Des jeunes aristocrates d'Europe du Nord visitent l'Italie, parfois la Grèce et le Proche-Orient ottomans, pour s'imprégner de la culture classique grecque, romaine, et italienne et se faire une place au sein de l'élite culturelle, diplomatique ou commerciale européenne.
Au XIXe siècle, la bonne société européenne ne cherchait pas la chaleur et le soleil pour ses loisirs, préférant se déplacer sur des stations balnéaires de la côte atlantique, de la Manche ou de la Baltique dès le début de l'été, mais pas en Méditerranée. C'est à la même époque que naît le tourisme en Angleterre, où la population est déjà très urbanisée et invente la notion de vacances : les Anglais sont ainsi les premiers à fréquenter les bords de la Méditerranée, dont ils apprécient les hivers doux et ensoleillés, donnant naissance à de nombreux palaces (en particulier à Nice, la promenade des Anglais en est un exemple), et à ce qui deviendra la Côte d'Azur, ou en anglais la « French Riviera ». Les oligarques russes leur emboîtent rapidement le pas, notamment à Nice et Cannes. Cette première vague touristique est à la fois aristocratique et surtout hivernale : à cette époque, « bronzer, c'était prendre le risque de régresser socialement et racialement » affirme l'anthropologue Jean-Didier Urbain. En effet, c'étaient les couches les plus pauvres de la population — paysans, ouvriers… — qui travaillaient au soleil ; la peau claire constituait donc un marqueur social, obligeant les couches aisées à se protéger du soleil pour conserver cette distinction sociale.

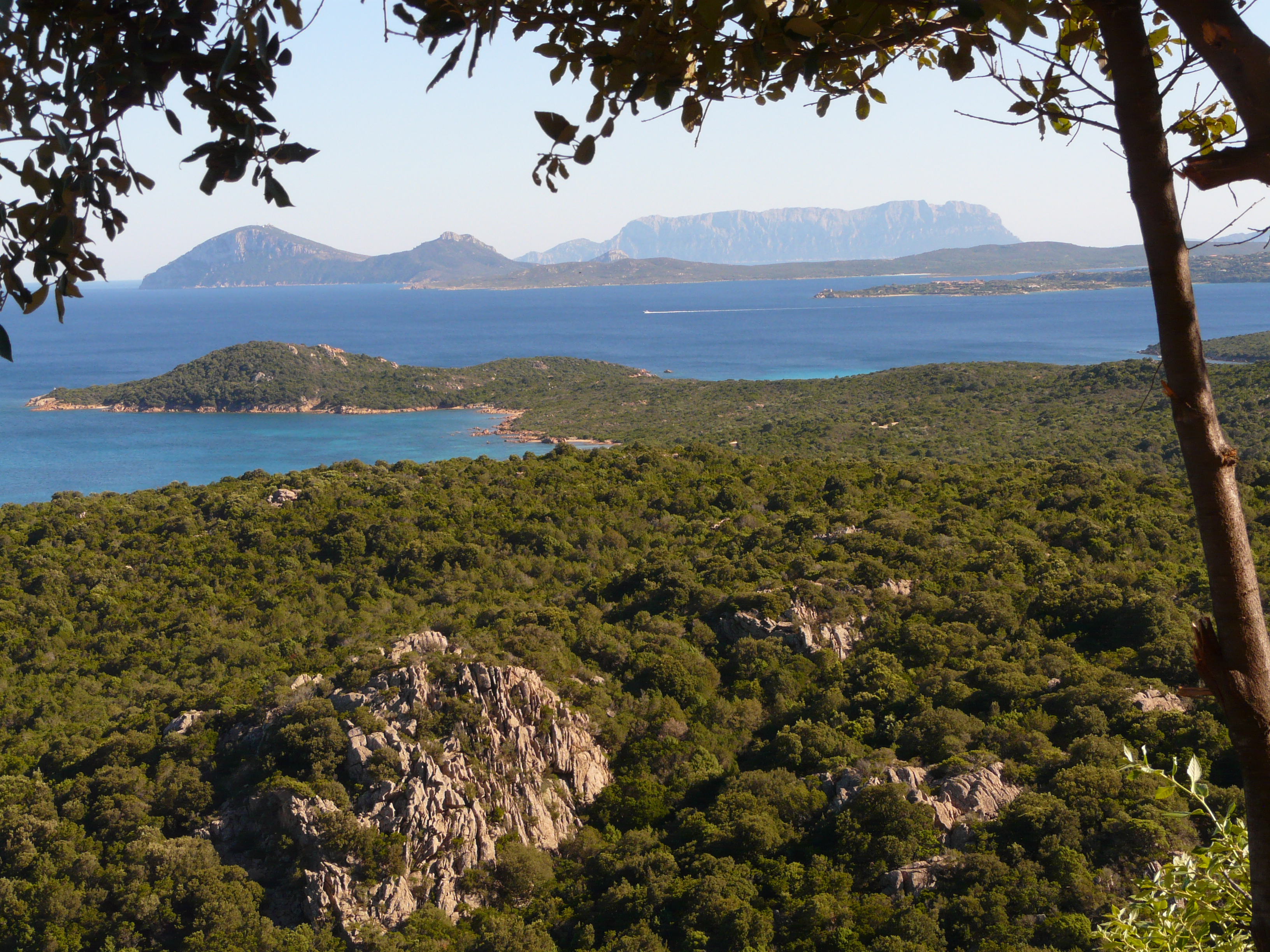
Costa Smeralda (Sardaigne).

La première description d'un bain de soleil comme plaisir bourgeois date ainsi seulement de 1902, dans L'Immoraliste d'André Gide et Coco Chanel fait scandale en 1927 en prenant le soleil sur la Côte d'Azur, alors que l'écrivain Théo Varlet crée le nudisme en 1905. La mode du bronzage n'arrivera qu'avec l'entre-deux-guerres, sous l'impulsion de Coco Chanel et Joséphine Baker, contribuant à développer un tourisme estival sur ces côtes. Le tourisme méditerranéen, encore privilégié, se développe à partir de cette période. Jean-Didier Urbain poursuit : « Longtemps, la fréquentation de la Méditerranée s'est faite autour de trois usages. Il y avait l'aspect sanitaire, avec les stations balnéaires, de la côte espagnole à la Riviera italienne. Puis, dans le croissant allant des côtes adriatiques à l'Égypte, une imbrication entre découverte des racines de notre civilisation et une Méditerranée des loisirs dont le principal attrait était le tourisme sexuel ».

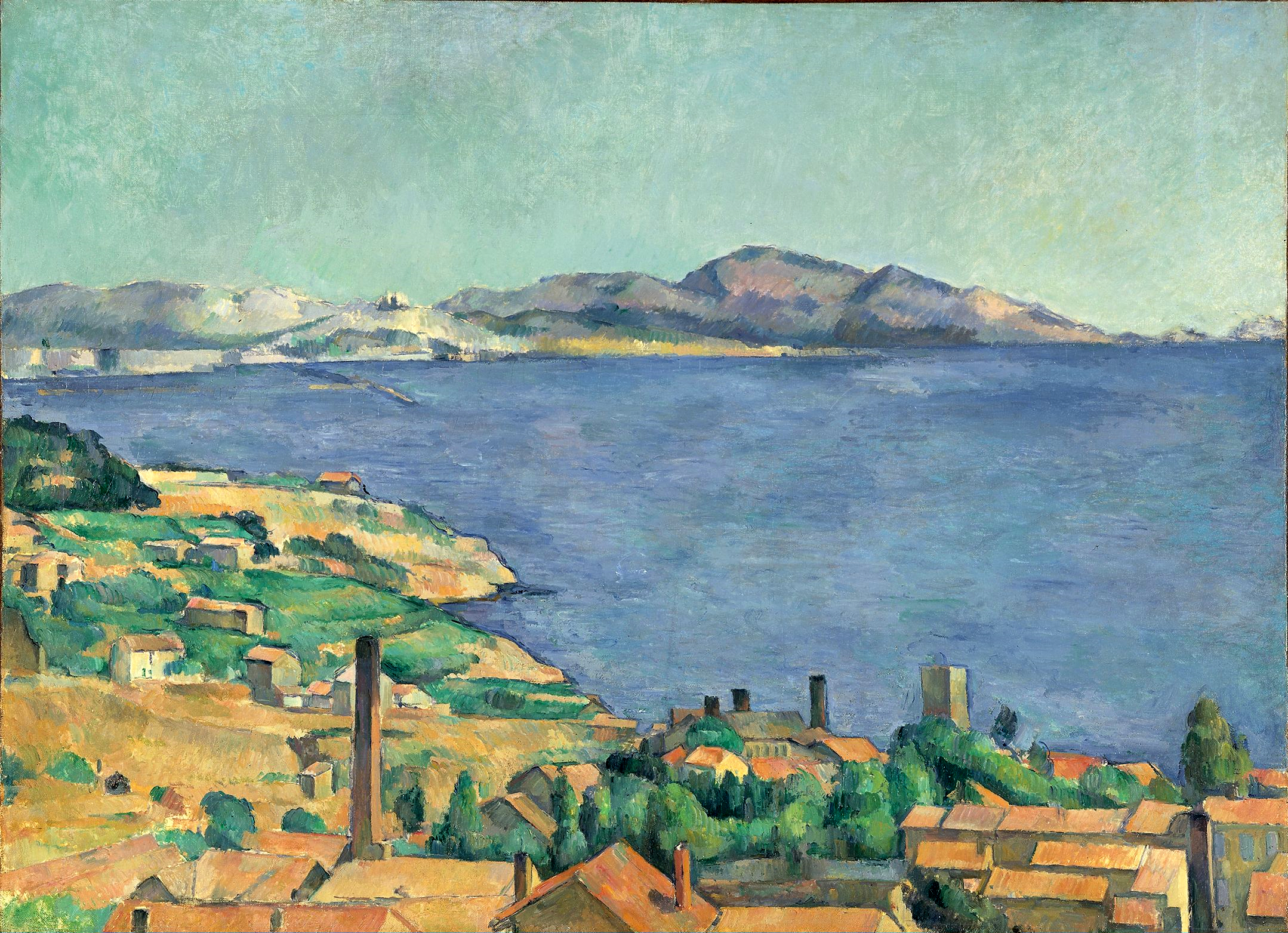
Paul Cézanne, Le Golfe de Marseille vu de l'Estaque, v.1885, Metropolitan Museum of Art de New York.

Au début du XXe siècle, ce sont aussi les peintres qui vont attirer la curiosité des européens sur les couleurs vives et contrastées des paysages méditerranéens : c'est d'abord le cas de Paul Cézanne, qui immortalise dès les années 1880 la Provence jusqu'à Marseille. Il est suivi au tout début du siècle par certains impressionnistes et surtout les « fauvistes », qui peignent notamment Ajaccio (Henri Matisse), Collioure (Louis Valtat, Matisse et André Derain), Saint-Tropez (Paul Signac et Henri Manguin) ou encore Agay et les côtes du Massif de l'Esterel (Armand Guillaumin, Albert Marquet, Valtat).

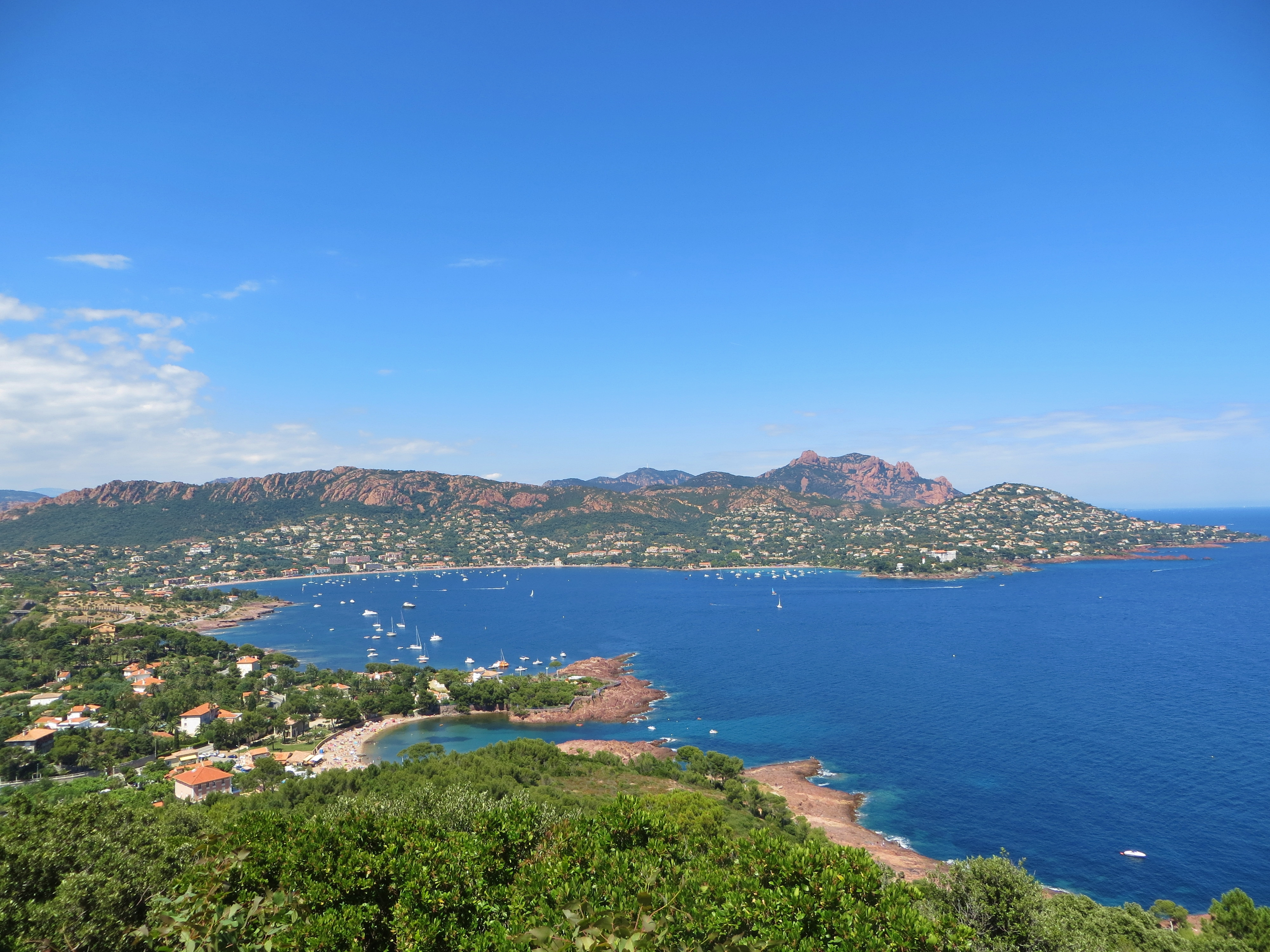
Agay, un village balnéaire de la Côte d'Azur.

En France, pays rural en comparaison de l'Angleterre, c'est avec les congés payés de 1936 et surtout la société de consommation des Trente Glorieuses que le tourisme méditerranéen se développe et se démocratise, donnant naissance au camping et à la fréquentation populaire des villes du Sud de la France. En 1950, l'entrepreneur belge Gérard Blitz crée le Club Méditerranée, des camps de vacances (d'abord sur l'île de Majorque, en Espagne, puis en Italie, en Grèce, en Tunisie, etc.). « Le coup de génie de Blitz, c'est la création d'un concept de vacances qui n'a strictement rien à faire de l'endroit où l'on s'implante du moment qu'il y a le sable, le soleil et la mer. Un endroit où l'on est heureux ensemble : sur ces côtes méditerranéennes, on crée une Polynésie fantasme, avec pareos, paillotes et monnaie propre. On ne vient plus là pour découvrir le monde mais pour l'oublier » conclut Jean-Didier Urbain. Avec l'apparition des boîtes de nuit, certains endroits se voient dédiés à la fête estivale, comme l'île d'Ibiza.
Depuis, la région accueille un nombre toujours croissant de voyageurs : le nombre de touristes internationaux représente plus de 310 millions en 2015, soit 28 % du tourisme mondial. De 2000 à 2020, la France, l'Espagne et l'Italie sont leaders mais la Turquie et l'Égypte devraient tripler, voire quadrupler leur nombre de visiteurs.
Sur 5,7 % des terres émergées, le bassin méditerranéen concentre un tiers du tourisme mondial (275 millions de visiteurs selon les chiffres du World Travel and Tourism Council (en)). « Ces flux touristiques génèrent plusieurs types de pression sur l’environnement : un urbanisme littoral démesuré au regard des besoins des populations résidentes ; l’augmentation des tensions sur l’utilisation de l’eau qui résulte d’habitudes de consommation très spécifiques (golfs, piscines, usage individuel moins restreint que celui des populations locales), mais aussi de la coïncidence des afflux touristiques avec les périodes d’étiage ».

## Migration
Depuis le début de la crise migratoire, dans les années 2010, de plus en plus de migrants et réfugiés parviennent en Europe en traversant la Méditerranée, en raison d'un contrôle toujours plus grand des routes de migration terrestres par l’UE (Frontex). Ces traversées maritimes sur des embarcations de fortune surpeuplées sont bien souvent très périlleuses, et ont conduit à la mort de plusieurs milliers de personnes. En 2017, 172 301 migrants ont traversé la Méditerranée pour rejoindre l'Europe. En 2018, ce nombre est tombé à 113 482 personnes, soit une diminution de 34 %.
L’OIM, organisation liée aux Nations unies et spécialisée dans les défis de la gestion des flux migratoires, recense chaque année le nombre de noyés parmi les migrants et réfugiés tentant d’entrer en Europe par voie maritime. Au 12 octobre 2016, elle a enregistré 3 632 décès en mer depuis le début de l’année. Avec ce chiffre, 2016 risque donc de battre le funeste record que l’OIM avait attribué à l’année 2015 en la déclarant l’année la plus meurtrière de l’histoire pour les migrants et réfugiés ayant traversé la Méditerranée (3 711 décès en 2015, 3279 en 2014).
Des organisations internationales comme Amnesty International déplorent « l’indifférence » de l’Europe face à cette tragédie, et du décalage entre les moyens consacrés à la protection des frontières externes (qui s’élèvent à deux milliards d’euros en 2012) et ceux destinés à l’accueil des requérants d’asile et réfugiés (700 millions d’euros pour la même année, soit trois fois moins),.

## Menaces à long terme
Le pourtour méditerranéen, qui se démarque par le nombre de phénomènes climatiques extrêmes qui s'y produisent (sécheresses, inondations torrentielles, vents violents catabatiques, canicules, incendies de forêts, cyclones subtropicaux méditerranéens, tornades, mais aussi avalanches et fortes intempéries neigeuses), voit sa population fortement augmenter dans les zones urbaines très densément peuplées, ces dernières se trouvant toutes situées au bord de la mer. L'augmentation et l'intensification de ces phénomènes atmosphériques, associée à la hausse du niveau de la mer, et aux risques géologiques déjà extrêmes (zone sismique très importante à proximité de grandes métropoles, menace du Vésuve, et risque de tsunami très important), les risques sanitaires avec l'arrivée de maladies venues des régions tropicales (paludisme, dengue, chikungunya) et de nouvelles espèces animales et végétales problématiques (moustique-tigre, nouvelles espèces de poissons, invasion d'algues vertes Caulerpa taxifolia), ainsi que la géopolitique très instable qui règne dans le Sud du bassin (Printemps arabe, vague d'immigration, guerre civile syrienne, conflit israélo-palestinien, etc.) rendent la situation particulièrement alarmante pour le futur de cette région.

### Pollution
En 2018, alors que la mer Méditerranée représente seulement 1 % des eaux marines mondiales, elle compte 7 % de tous les microplastiques (fragments de moins de 5 mm), qui atteignent un niveau record de concentration : 1,25 million de fragments par km2. L’Europe rejette chaque année en mer 500 000 tonnes de macroplastiques et 130 000 tonnes de microplastiques, en raison d'une production et une consommation excessives et d'une mauvaise gestion des déchets. Cette concentration de matière plastique peut constituer une menace pour la biodiversité et atteint également la santé humaine.
La densité des déchets présents dans la Méditerranée est passée de 100 déchets par km2 dans les années 1990 à 200 par km2 dans les années 2010. Chaque année, 11 200 tonnes de déchets plastique français sont déversées dans la Méditerranée. Une pollution qui ne cesse de s'accroître et qui touche particulièrement la côte marseillaise et le nord de la Corse.

### Réchauffement
Depuis la fin du XIXe siècle (ère préindustrielle), la mer bleue s'est réchauffée de près de 1,5 °C, soit 20 % plus rapidement que la moyenne mondiale. Ces changements affectent les espèces, les écosystèmes et la biodiversité, à l'image de la prolifération des méduses dans la zone. Ainsi, en 2022, au large de l’Espagne, de la France et de l’Italie la température de l’eau est jusqu’à 6,5 °C supérieure à la normale. Ce réchauffement entraîne la disparition de plusieurs espèces végétales et animales : les coraux, les formations coralligènes et les prairies de posidonie (Posidonia oceanica) qui occupent 7 % de la surface sous-marine, ainsi que les grandes nacres (Pinna nobilis). Il contribue aussi à faire se développer des espèces invasives venues de la mer Rouge, comme des barracudas à bouche jaune (Sphyraena viridensis), des mérous bruns (Epinephelus marginatus) et des poissons lapins (Siganus rivulatus).